# Histoire de la Jamaïque

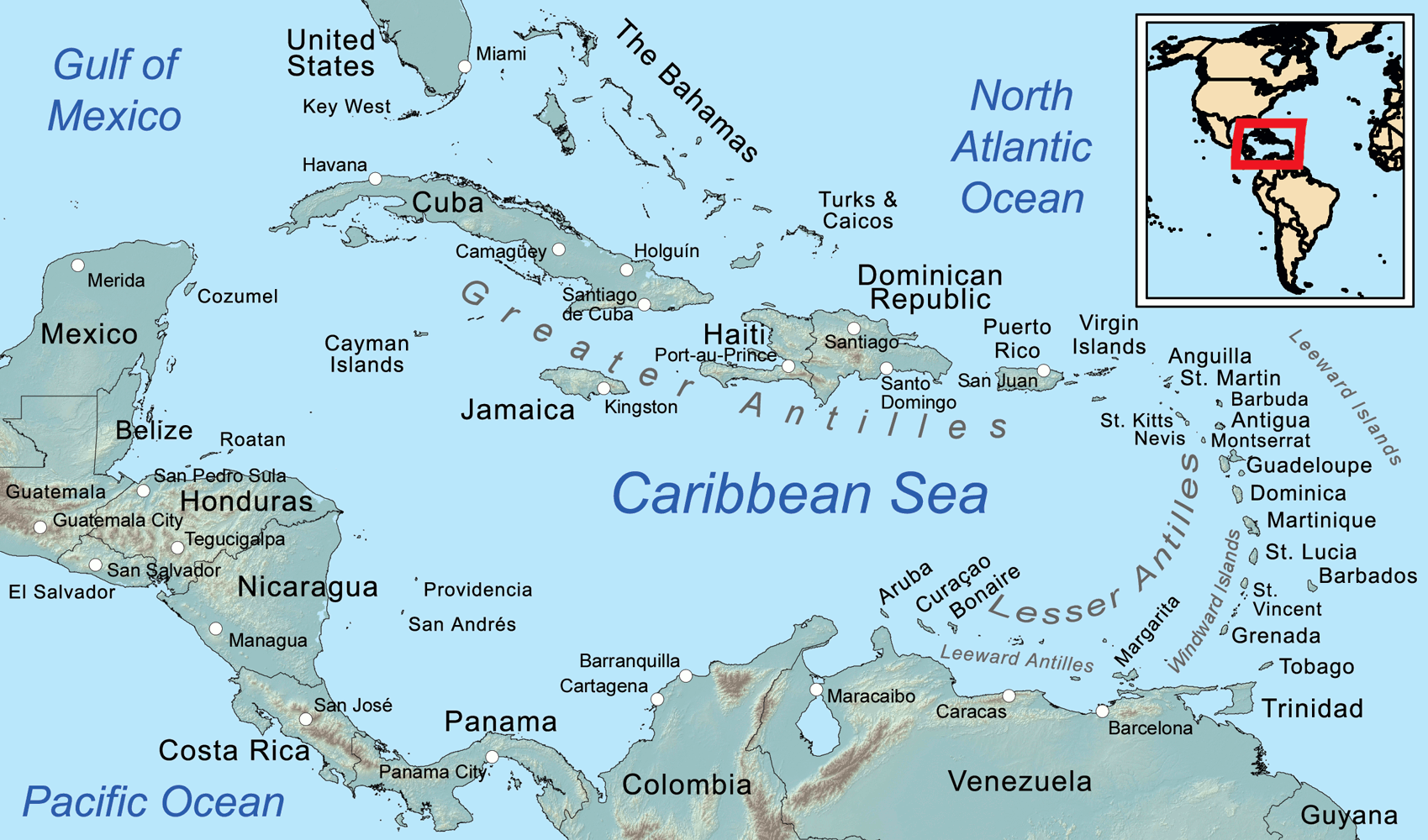
Espace caraïbe

La Jamaïque, une des plus grandes îles de l'archipel des Antilles, située au sud de Cuba et à l'ouest de l’Île Hispaniola, territoire de la république d’Haïti et de la République dominicaine, dans la mer des Caraïbes.
Elle est d'abord habitée par le peuple taïno, qui appartient au groupe des Arawaks.
Découverte par Christophe Colomb en 1494, aussitôt possession de la couronne de Castille, elle connaît la colonisation seulement après la mort du navigateur.
Au XVIIe siècle, la Jamaïque est menacée par les entreprises des pirates qui s'attaquent même à la principale ville de l'île (Villa de la Vega, aujourd’hui Spanish Town). En 1655, la ville est conquise par l'Angleterre et l'île devient le sanctuaire des boucaniers, menés par le capitaine Henry Morgan. Le traité de Madrid de 1670 officialise l'abandon de la Jamaïque par les Espagnols.
Après cela, les Anglais commencent à importer massivement des esclaves afin de cultiver la canne à sucre, qui devient la principale denrée d'exportation. En 1865, la Jamaïque est le théâtre d'un des plus importants soulèvements de la population noire des Antilles.
La Jamaïque, état insulaire, souverain, indépendant depuis 1962, membre du Commonwealth, d'une superficie de 10 991 km2, est habitée en 2020 par 2 808 570 habitants (diaspora non comprise), appelés Jamaïcain(e)s, parlant anglais et/ou anglais jamaïcain et/ou créole jamaïcain (patwa), et partiellement patois rasta (dread-talk).

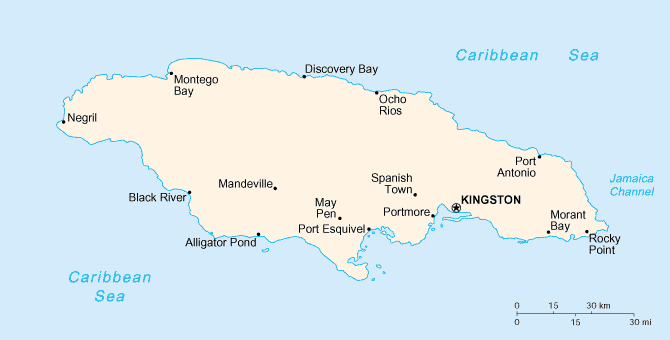
Carte de base, au présent
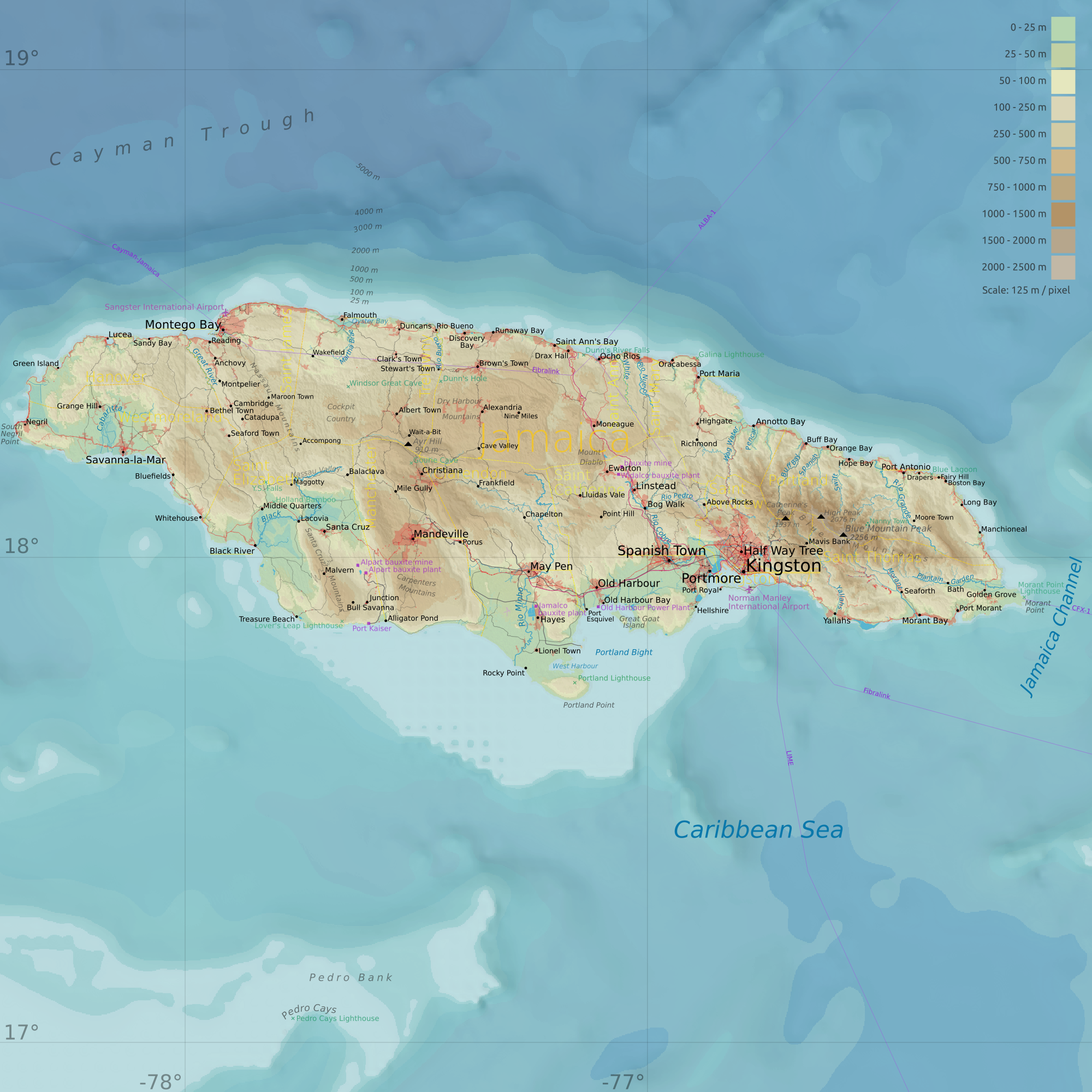
Carte détaillée
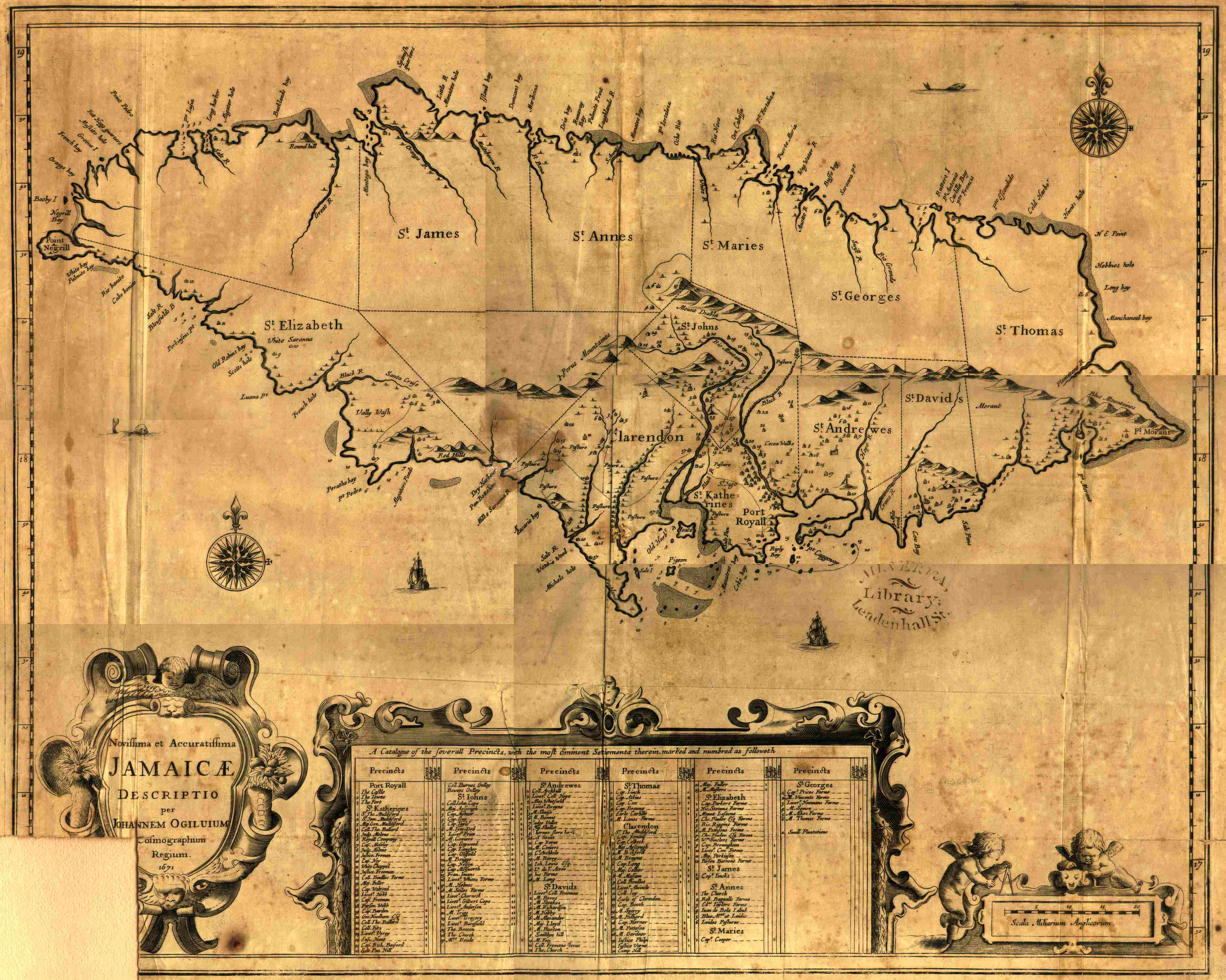
Carte ancienne (1671)
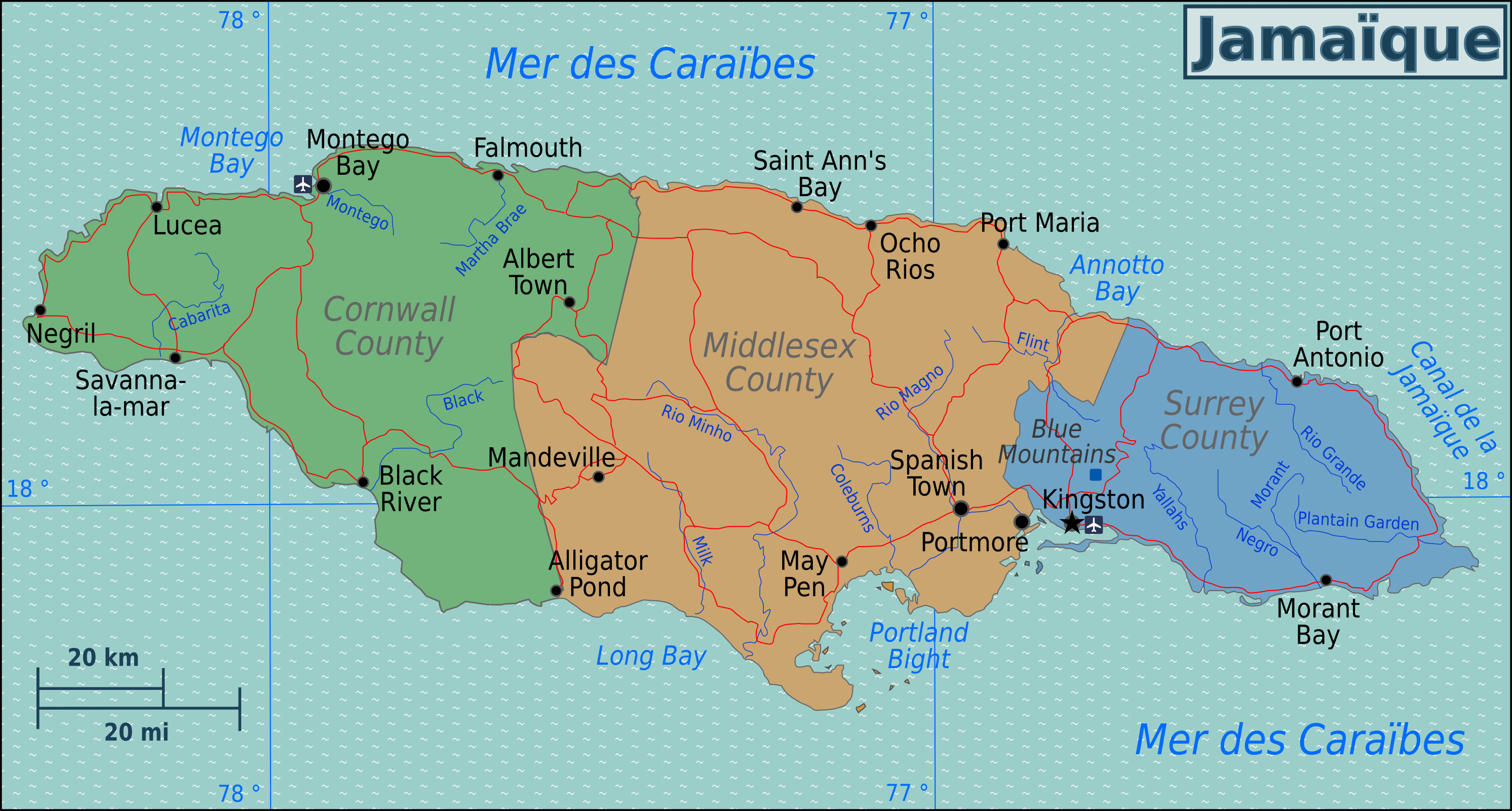
Régions (2010)

## Histoire précolombienne
Le peuple Taïnos (Arawaks) s'installe à la Jamaïque vers l'an 1000 avant notre ère, en même temps que dans d'autres îles des Caraïbes. Il donne à cette île le nom de Xamayca, « la terre du bois et de l'eau ».
De cette longue période subsistent quelques vestiges : sites paléontologiques des Caraïbes (Jamaïque) (en).

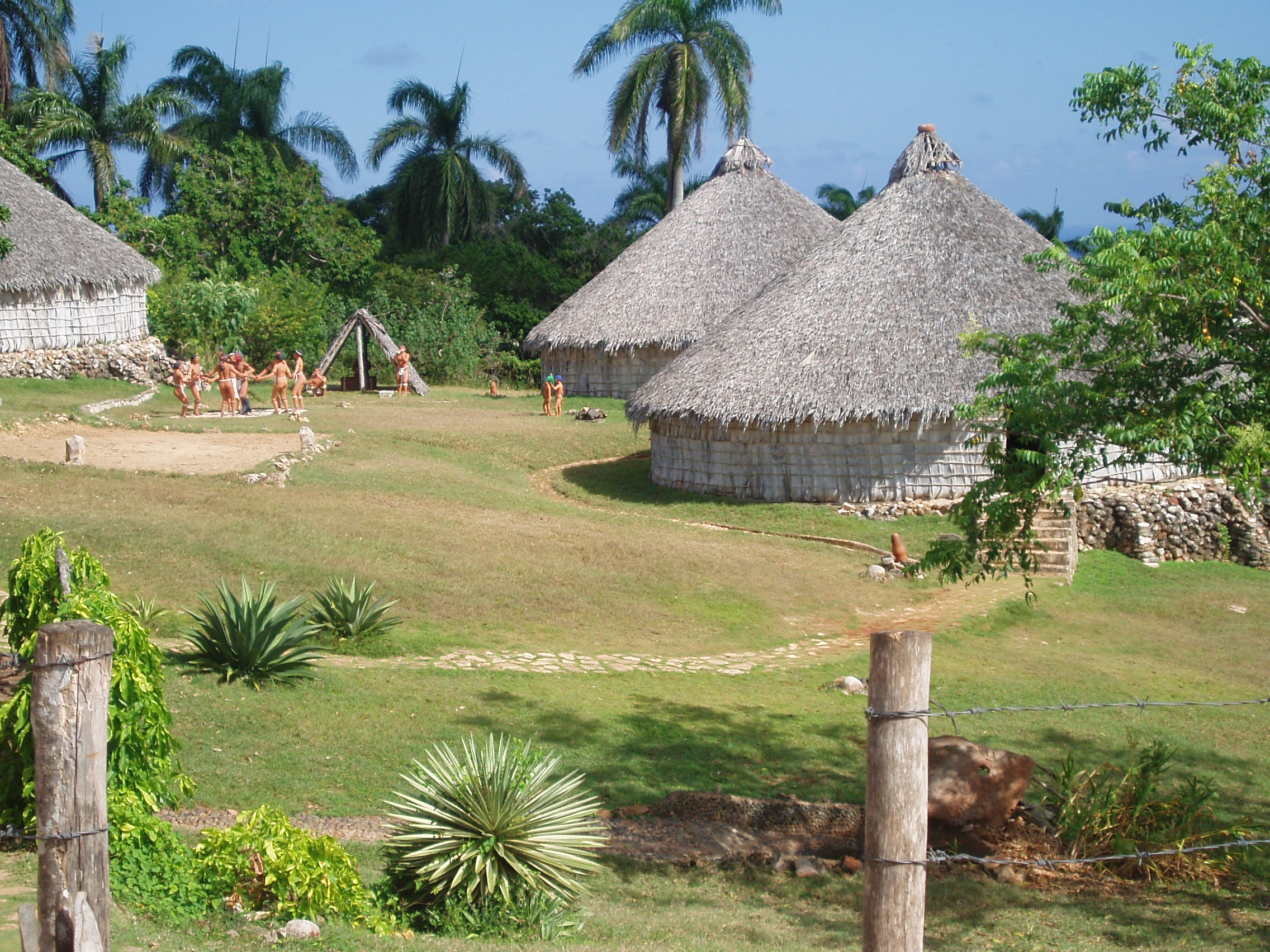
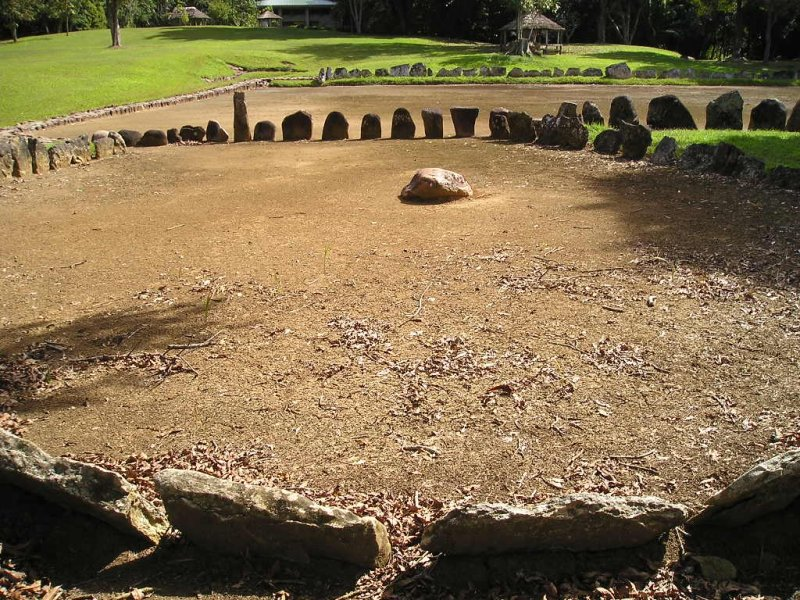
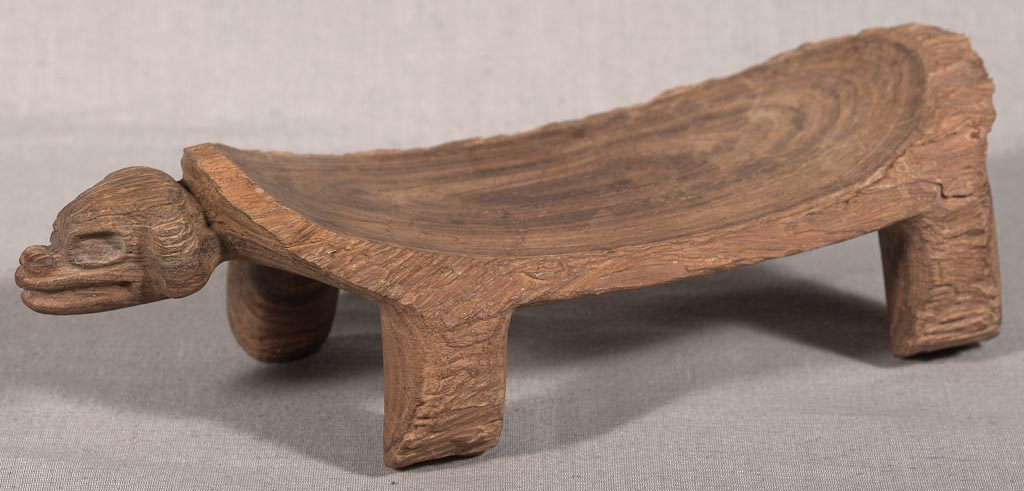

## Découverte et conquête (1494-1509)

### Christophe Colomb
En octobre 1492, Christophe Colomb découvre, au nom des Rois catholiques, plusieurs îles des Caraïbes, notamment Hispaniola (Saint-Domingue) et Cuba. Lors de son deuxième voyage, qui commence en septembre 1494, il lance la colonisation d'Hispaniola, mais poursuit ses explorations dans la région, où il pense pouvoir atteindre les Indes (l'Asie orientale), but de tous ses voyages.
Il débarque le 4 avril 1494 sur l'île de la Jamaïque, mais seulement à titre d'exploration : il n'établit aucun colon.
Lors de son quatrième voyage (1502-1504), après avoir exploré la côte de l'isthme de Panama, ses navires se trouvent en très mauvais état et il fait escale à la Jamaïque (près de Saint Ann's Bay), où l'escadre inutilisable va passer un an avant que le gouverneur d'Hispaniola envoie des navires de secours. Colomb rentre ensuite en Espagne où il meurt en 1506.

### Conquête (1509)
En 1509, la conquête de l'île est effectuée par Juan de Esquivel, sur l'ordre de Diego Colomb, gouverneur d'Hispaniola depuis 1507. L'île reçoit le nom de Santiago (Saint-Jacques) et Esquivel y fonde la ville de Nueva Sevilla aux environs de Saint Ann's Bay.

## La colonie espagnole de la Jamaïque (1509-1655)

### L'esclavage
Les indigènes sont rapidement décimés par la maladie, l'esclavage et la guerre. Certains ne trouvent d'issue à leur condition servile que dans le suicide.
À partir de 1517, des esclaves africains sont utilisés à la Jamaïque.
La Catholic Encyclopedia de 1907 souligne qu'« un regard sur la période d'occupation espagnole nous donne une bien piètre image de l'administration coloniale espagnole de l'époque, qui fut accusée d'avoir causé, par son attitude vis-à-vis des indigènes, l'extermination presque complète de ceux-ci. Cette grave accusation, si elle se révélait exacte, ne pourrait être absoute sous le prétexte que de telles conduites étaient courantes à cette époque, et qu'elles continuèrent d'être perpétrées pendant des années, de façon parfois plus résolue, par d'autres nations ».
Ces allégations sont confirmées par l'histoire très détaillée de la Jamaïque espagnole que l'on doit à Francisco Morales Padrón (es) (1924-2010).
L’arrivée du gouverneur Juan de Esquivel en 1509 marque l’incorporation indigènes dans le colonialisme espagnol comme seule source de travail manuel.
Les autochtones ont d'abord été mis au travail, à la suite de la rumeur de gisements de métaux précieux.
Les mines ne s'étant pas matérialisées ou ayant été abandonnées, le travail indigène est vite transféré au coton et à la culture du yucca, puis finalement vers la canne à sucre à forte intensité de main-d’œuvre mais à la fin de la seconde moitié du XVIe siècle, des esclaves noirs sont venus seconder la population indigène.

### Principaux événements
La ville de Sevilla la Nueva (Jamaica) (es) est facile à défendre, mais située près d'un marécage, elle est favorable au développement d'épidémies.
Les Espagnols migrent finalement à Santiago de la Vega (actuelle Spanish Town, fondée en 1534), dont ils font leur capitale.
Dans les années 1640, de nombreux colons sont attirés en Jamaïque, réputée pour sa grande beauté. Des pirates désertent leurs bandes et s'installent dans l'île.
Durant cent ans, entre 1555 et 1655, la Jamaïque est sujette à de nombreuses attaques de pirates : piraterie dans les Caraïbes.
En 1601, le gouverneur Don Fernando Melgarejo a envoyé une expédition dans la Sierra de Bastida, les fameuses « Montagnes bleues », avec l’intention de soumettre et de soumettre les
collectivités d'indigènes indépendants qui occupaient la région. L'île comptait alors 1500 habitants dont la moitié d'esclaves noirs, qui s'échappaient fréquemment, tandis qu'une partie de cette population noire avait été légalement affranchie, pour servir comme soldats.

### Recensement de 1611
Le nombre d’Africains dans les îles des Antilles espagnoles augmente modestement, seulement à l’époque de l'Union ibérique (1580-1640).
D'autant que la résistance incessante des esclaves africains constitue un sérieux et continuel obstacle aux colonies espagnoles.
Les soulèvements sont extrêmement fréquents, se produisant à chaque étape du passage, dans les ports, en Mer, et à l’arrivée dans les plantations aux Amériques, en profitant de la faible densité de population espagnole et de la présence d'Amérindiens.
Cette période se caractérise par les plaintes continuelles des colons espagnols de la nécessité de disposer de davantage d'esclaves pour leurs plantations.
La population recensée en 1611 par les autorités espagnoles est de 1518 personnes dont 705 Espagnols, 558 Noirs esclaves, 106 Noirs libres (gens de couleur libres), 74 Arawaks et 75 étrangers, parmi lesquels quelques Français, probablement d'anciens pirates basques installés sur l'île, comme celui tué par le dernier gouverneur espagnol, Cristobal Arnaldo de Ysassi en 1640.
Dans deux ou trois toponymes apparaît le nom de Frenchman, près de Lacovia et Mandeville dans le Sud et près de Port- Antonio dans le Nord.
Dans les premières décennies du XVIIe siècle, les colons jamaïcains ont en effet acheté illégalement des esclaves angolais sur les navires venant pour les fournitures et les réparations, car la Couronne espagnole refuse d’augmenter le nombre de licences délivrées pour leur importation, souhaitant les réserver aux mines d'argent du continent, notamment celle du Potosí péruvien (actuellement en Bolivie), en pleine expansion.
Avant 1655, le gouverneur de la Jamaïque Manzuela recrute quelques Nouveaux chrétiens Portugais pour s'installer sur la côte sud et y développer des raffineries de sucre, mais sans succès.

## Jamaïque anglaise à l'époque de la république (1655-1661)
Lorsque les Anglais arrivent à la Jamaïque, l'Angleterre est devenue, très provisoirement, une république (Commonwealth) sous le gouvernement d'Olivier Cromwell ; le roi Charles Ier a été décapité en 1649.

### Conquête britannique (mai 1655)
En mai 1655, une expédition britannique menée par l'amiral William Penn senior et le général Robert Venables s'empare de l'île, encore peu peuplée, après avoir échoué à prendre Saint-Domingue.
Des Espagnols ont libéré leurs esclaves dans les forêts montagneuses, où ils ont établi des communautés libres, certaines descendant à la fois d'esclaves africains en fuite et d'hommes et de femmes taïnosavec leur chef Juan de Bolas, principalement basé autour de la ville de Guanaboa Vale.
En 1655, la Jamaïque espagnole a moins de 2000 habitants, dont seulement 500 en état de porter les armes.
Lorsque les 7 000 Anglais débarquent le 21 mai 1655, le gouverneur Juan Ramírez de Arellano négocie une reddition permettant à chacun de partir pour la destination de son choix.
Seule une batterie côtière commandée par Francisco de Proenza résiste quelque temps.
Ce dernier rejoint Don Francisco de Leyba Yzazi, un basque parmi les plus riches résidents de l'île et une soixantaine d'autres Espagnols qui se cachent dans l’intérieur de l’île, resté sauvage et inexploité, après avoir offert la liberté aux esclaves qui les suivraient.
Ils s'allient alors avec deux chefs de villages d'esclaves fugitifs, Juan de Bolas et Juan de Serras et partent avec un troupeau de 2 000 bêtes.
Plus tard, les fugitis sont exposés aussi aux cambriolages contre une garnison anglaise progressivement réduite à 2500 hommes par les épidémies tropicales, en se cachant parfois dans les grottes de Runaway Bay et sur un îlet de la baie de Saint-Ann.
La plupart des esclaves faussent compagnie à leurs ex-maîtres espagnols.
Deux grandes factions des « Marrons » s'établissent alors aux extrémités opposées de l’île, avec des structures politiques très différentes mais des structures économiques et sociales similaires.
Le journal du capitaine Sabada, pilote juif au service du vice-amiral Goodson, racontant la mission de reconnaissance qui lui fut confié sur le pourtour de l'île, témoigne des capacités diplomatiques des esclaves fugitifs. Dispersés dans la jungle, ils créent des dizaines de villages secrets sur le versant nord des Blue Mountains où sera cultivé plus tard le café Jamaica Blue Mountain et dans le Pays Cockpit, au sol calcaire recristallisé et dolomite, percé de dépressions en forme de bol et arrosé d'énormes précipitations. Pendant un siècle et demi, ces deux zones continueront de servir, grâce à leurs nombreuses caches, de base arrière aux nombreuses révoltes d'esclaves marrons.
- Nègres marrons de Jamaïque, Marrons de Moore Town

### Efforts pour développer les cultures vivrières
En 1655, quand la Jamaïque est prise par les Anglais, Oliver Cromwell souhaite peupler cette nouvelle colonie en priorité. Les premiers gouverneurs anglais de la Jamaïque ont accordé librement des lettres de marque aux boucaniers français et anglais de l'île de la Tortue, comme François l'Olonnais arrivé en 1655, tandis que la présence anglaise à Port Royal leur a fourni un lieu où vendre leur butin et c'est seulement dans les années 1660 que le nouveau gouverneur français de l'île de la Tortue, Bertrand d'Ogeron (1613-1676), va prendre le relais.
Oliver Cromwell a également envoyé des prisonniers de guerre irlandais, mais en nombre relativement réduit.
Si l'Irlande a vu sa population chuter dramatiquement c'est dans les deux décennies précédentes, passant de 1,466 million en 1641 à 0,62 million en 1652, selon les estimations d'un contemporain, l'économiste et philosophe Sir William Petty, qui invoque les guerres et les banissement au cours de la Guerre de Confédération (1641-1652) mais surtout les famine et les épidémies.
En 1652, William Petty a rejoint l'armée d'Oliver Cromwell en Irlande comme médecin-général puis été soupçonné de corruption après avoir obtenu la charge de cadastrer l'Irlande par le Down Survey, achevé en 1656, qui a servi à Cromwell à rembourser ses financeurs avec des terres.

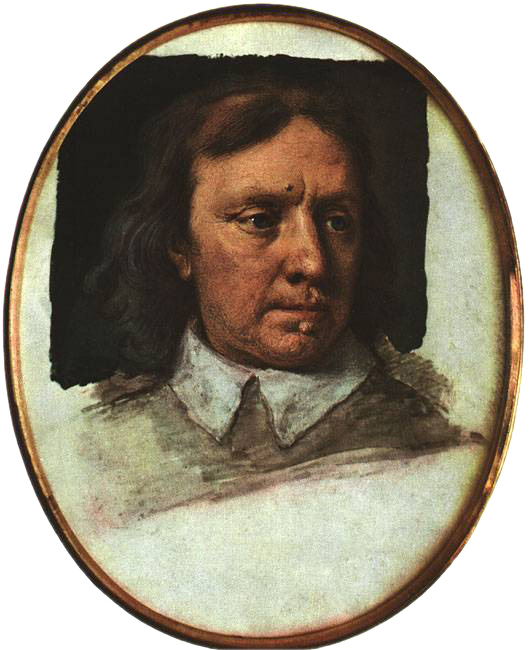
Portrait miniature d'Oliver Cromwell par Samuel Cooper, 1657

Durant ses premières années, la Jamaïque anglaise n'a ainsi pas épargné ses efforts pour exploiter ses terres arables et établir une colonie productive, avec ses propres cultures vivrières, et cette expansion anglaise est condamnée à affronter un jour les palenques de Juan de Bolas, notamment en 1658 quand l'un des plus importants d'entre eux est découvert par des Anglais, mais l'affaire se termine par un partenariat, les Noirs constituant une milice appelée à seconder les soldats anglais dans les parties montagneuses, ce qui amène des habitants du « Palenque » à trahir sa localisation, dans l'espoir que l'accord aboutisse.
Le gouverneur anglais Edward D’Oyley reconnait en effet rapidement que ses troupes sont sérieusement désavantagées par rapport aux combattants non anglais, les fugitifs noirs, en raison de leur manque de familiarité avec l'environnement montagneux et forestier de l’île.
Dès avril 1656, un établissement d’une bande de fugitifs est découvert et rapporté au gouverneur D’Oyley mais sans réaction.
Puis dès juillet 1657, le lieutenant-colonel William Brayne écrit pour demander de l'aide à Londres contre les fugitifs noirs, sans réponse non plus.
La chronologie des archives d’État en Jamaïque anglaise de 1657-1661 détaille ensuite d'innombrables embuscades et raids perpétrés par des bandes de « nègres » contre la colonie naissante.

### Appel aux boucaniers
Les Espagnols tentèrent de reprendre la Jamaïque via la résistance de Don Christobal de Ysasi, reconnu « gouverneur » théorique. Ils lui envoient fin 1657 le renfort de 300 soldats de Cuba, battus par 900 hommes mobilisés par le gouverneur anglais O’Doyley à la bataille d'Ocho Rios, le 30 octobre. D'autres renforts d'environ 500 espagnols sont débarqués sur la côte nord en mai 1658 mais défaits par 700 anglais et 10 navires dotés d'une forte artillerie.
Parallèlement, en 1657, l'amiral Robert Blake disperse la flotte espagnole dans la Caraïbe. Le gouverneur de la Jamaïque invite les boucaniers, parmi lesquels beaucoup d'Irlandais de la Barbade, à s'établir à Port Royal, pour la défendre. Les Britanniques s'installent dans l'ex-capitale espagnole, Villa ou Santiago de la Vega, rebaptisée « Spanish Town ». Pendant sa reconstruction, Port Royal fait office de capitale, puis devient une importante base arrière pour la piraterie. Les deux principales activités de l'île sont la plantation de cacao, dispersée dans la jungle, et la flibuste. La Jamaïque devient la capitale des pirates, corsaires et boucaniers ayant créé des établissements dans la baie de Campêche pour le « bois de teinture ». En 1659, les prises de courses atteignent le niveau record de 300 000 sterling.

### Présence des huguenots
Des Français se sont établis à la Jamaïque à cette époque, bien avant la révocation de l’édit de Nantes (1685), au moment des tensions des années 1650. Plusieurs Français sont observés en 1662 dans la paroisse de Saint Andrew, à Liguanea : les 600 habitants à l'époque sont « anglais et français », ainsi qu'à Sainte-Catherine, et laissent quelques patronymes, mais c'est seulement le 28 juillet 1681 qu'un édit du roi Charles acceptera de naturaliser les huguenots français, tandis qu'un texte de janvier 1683 évoque 42 protestants français qui doivent « être transplantés dans l'île de Sa Majesté, la Jamaïque ». Dans les registres des paroisses jamaïcaines de Saint-Andrew et de Sainte-Catherine, ces patronymes sont en tel nombre, vers la fin du XVIIIe siècle, qu’on ne peut plus les compter mais très vite, eux-mêmes et leurs descendants se sont mêlés aux Anglais et sont restés protestants.

### L'accord de paix d'Edward D'Oyley avec les esclaves fugitifs
Mais après l'érosion du protectorat à la suite de la mort d’Oliver Cromwell, en 1658, les anglais sont dans le désarroi financier puis la désorganisation, d'autant que le gouverneur conserve des liens étroits avec le régime d'Oliver Cromwell.
Alors que la garnison anglaise manque de vivres, Edward D'Oyley signale en 1658 l'existence de plusieurs campements de fugitifs noirs, dont l'un est « une ville… plantée d' environ 200 acres de cultures vivrières », dans l’intérieur montagneux et inaccessible de l’île.
Pour éviter la guerre civile contre les noirs, le gouverneur Edward D'Oyley réussit à convaincre Juan de Bolas de rallier ses guerriers « Marrons » aux Anglais en 1660.
Il lui garantit la liberté à son village de fugitifs « pour l'éternité », dans le premier traité reconnaissant ces communautés.
Cette guérilla des « Marrons des Montagnes Bleues » va être au XXe siècle enseignée dans les ouvrages scolaires jamaïcains.
Dix ans plus tard, en 1670, le Traité de Madrid abandonne définitivement la Jamaïque à l’Angleterre.
Puis les Anglais donnent le nom du rallié à la Juan de Bolas River et la Juan de Bolas Mountain et à une rivière.
L’année 1660 marque ainsi un tournant dans la conquête anglaise de la Jamaïque et l’histoire du marronage en Jamaïque.
Au cours des quatre années qui suivent (1660-1663), la collaboration des chefs des esclaves fugitifs avec les forces anglaises procure une plus grande sécurité à la colonie, et finalement facilite les intentions impérialistes, qui se sont concrétisées ensuite.
Edward D'Oyley est remplacé par un nouveau gouverneur en août 1661.
Un peu avant son remplacement, il engage des négociations avec les villages découverts de « nègres » en vue d’une relation de travail coopérative.
Les Anglais donnent à Juan de Bolas un terrain agricole en échange de ses services pour rétablir l'ordre.
Réalisant que Bolas connait bien mieux les Montagnes que lui, Ysasi doit alors s'enfuir à Cuba,.
Trois ans plus tard, la colonie estime avoir réduit le nombre de « Marrons » de 558 à 100.

## Règnes de Charles II et de Jacques II (1661-1688)

### Restauration de la royauté en Angleterre et ses conséquences
Après la Restauration anglaise de 1661 qui voit le roi Charles II reprendre le trône de son père décapité en 1649 par la première révolution anglaise, trois nouveaux gouverneurs vont se succéder en trois ans.
Des demandes des juifs et presbytériens pour participer à l'activité minière et au commerce sur l’île suivent la déclaration de tolérance religieuse émise par le roi Charles II , mais les libertés et le droit à la propriété de la terre ont en fait été étendus à la classe sociale qui en métropole vient d'être restaurée, l'aristocratie.
Charles II tout d'abord renonce à son intention initiale et déclare rendre l’île à l'Espagne et reconnait officiellement les acquis agricoles du mandat de D’Oyley, malgré les liens étroits de ce dernier avec le régime d'Oliver Cromwell.
Avec les deux nouveaux gouverneurs qui se succèdent, Thomas Hickman-Windsor et Sir Charles Lyttelton, le régime de restauration monarchique à Londres encourage un peuplement de la Jamaïque de type différent, via des réformes structurelles dans la recherche de la stabilité.
Surtout, l'année 1664 lance le long et graduel processus de remodelage de la Jamaïque anglaise.
Le gouverneur de la Barbade Thomas Modyford débarque à la Jamaïque le 4 juin 1664 avec 700 de ses esclaves.
L'île accueille aussi des artisans connaissant le processus de raffinage du sucre. Les actions du gouverneur Modyford (1664-1670) posent les jalons de sa transformation ultérieure, réalisée dans la Jamaïque de la seconde partie des années 1670, en colonie royale dominée par les plantations de canne à sucre et peuplée par le travail des esclaves africains.
Modyford fait d’ailleurs des ouvertures aux corsaires anglais dans les Antilles : recevoir des terres et être incorporés dans les forces armées de la colonie.

### Arrivée des planteurs de laBarbadeet duSuriname
La restauration anglaise de 1660 renchérit la spéculation immobilière à la Barbade, où une demi-douzaine de grands planteurs de sucre sont anoblis.
Les officiers supérieurs jacobites s'intéressent alors à d'autres îles et à la fourniture d'esclaves à l'Espagne catholique, à qui le traité de Tordesillas interdit d'aller en Afrique.
Le roi Charles II créé en 1660 la Compagnie des aventuriers d'Afrique, en l'honneur de laquelle est frappée une pièce d'or, la guinée.
La production de sucre de la Barbade dépasse déjà celle du Brésil.
Chaque année, 200 navires en ramènent 15 000 tonnes à Londres. Sur cette île minuscule, la terre devient rare et chère.
Les planteurs réclament la possibilité de s'étendre ailleurs.
Plusieurs s'installent dès 1664 dans la Province de Caroline, menés par un ex-gouverneur de la Barbade.
Un autre ex-gouverneur de la Barbade, Thomas Modyford, est chargé par le roi Charles II d'enseigner l'art de planter la canne à sucre aux flibustiers de la Jamaïque, où il s'installe avec 700 esclaves et devient gouverneur. Il est nommé directeur de compagnie des aventuriers d'Afrique.
Son frère, le colonel James Modyford, l'accompagne.
Mais beaucoup de flibustiers ne désarment pas.
Ils craignent que les espagnols ne volent leurs bateaux pour les empêcher de commercer avec les ports de la Nouvelle-Angleterre protestante, en Amérique du Nord.
En 1666, Thomas Modyford se fait mal voir par Charles II, à qui il tente d'expliquer qu'il risque de se mettre à dos les flibustiers et les pousser chez les Français de l'île de la Tortue et son gouverneur Bertrand d'Ogeron.
En 1664, la 2e des guerres anglo-néerlandaises obligent Londres à céder le Suriname aux hollandais, qui l'ont emporté lors du conflit militaire: 1 200 autres colons anglais sont alors appelés par Thomas Modyford en Jamaïque pour développer le sucre. L'Espagne reconnait à l'Angleterre la possession de la Jamaïque par le Traité de Madrid en 1670, pour l'encourager à se concentrer sur la guerre contre la Hollande, peu présente dans la Caraïbe, et occuper ainsi les flibustiers jamaïcains, qui créent une insécurité pour les espagnols et les planteurs de sucre.
Le gouverneur de la Jamaïque pousse alors les premiers planteurs de sucre à commercer avec la Virginie catholique, où des milliers de jacobites fidèles au roi Charles Ier s'étaient installés dès les années 1640, et où vient d'être votée la Loi virginienne de 1662 sur l'esclavage. L'idée est aussi d'échanger des esclaves: à partir de 1670 la Virginie compte 2 000 esclaves noirs, travaillant le tabac.
Les liens sont étroits aussi avec la Caroline du Nord, où s'étaient installés en 1663 les grands planteurs de la Barbade comme le colonel Benjamin Berringer et John Yeamans et où le docteur Henry Woodward développe la traite des Amérindiens de Caroline depuis 1670.
Dès 1671, la Jamaïque, qui ne comptait que 500 esclaves en 1661, en importe plus d'un millier par an. Ce sera 8000 par an à partir de 1680.
- Révolution sucrière à la Jamaïque (1666-1712)

### Après 1671, Sir Thomas Lynch retourne Henry Morgan et chasse les pirates

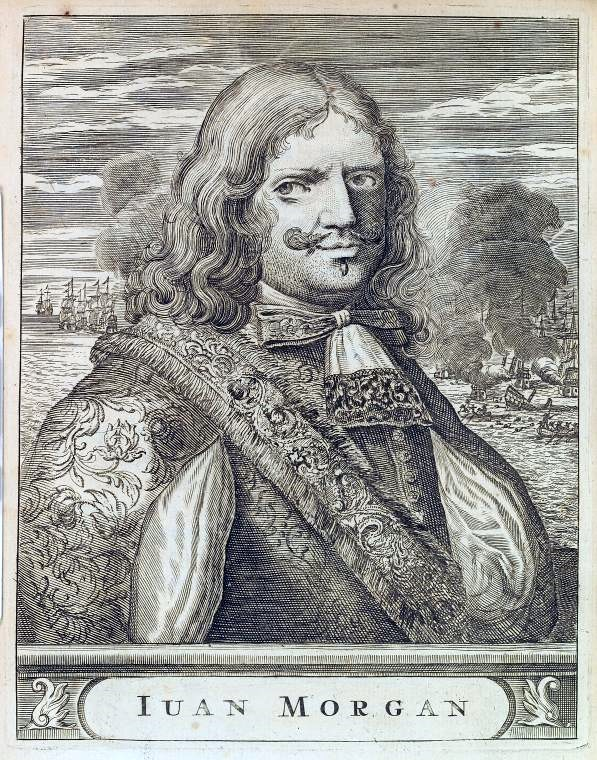
Henry Morgan (1635-1688), flibustier et pirate.

Londres décide de briser les flibustiers en 1671, en nommant un nouveau gouverneur, le jacobite Thomas Lynch, planteur de sucre, négociant en esclaves et vétéran des guerres contre le parlement puritain. Son prédécesseur Thomas Modyford était accusé d'avoir toléré la flibuste et le raid sur Panama, organisé par le chef pirate Henry Morgan, au risque de gâcher le rapprochement avec l'Espagne.
L'année suivante, Henry Morgan est emprisonné à Londres. Puis il est libéré à la demande du roi Charles II et de son frère Jacques. Morgan, qui est proche d'un des oncles du roi, reçoit des terres et 126 esclaves, à condition de devenir planteur et de renier son passé de flibustier. Nommé ensuite gouverneur de la Jamaïque, il a pour mission de réduire l'activité des flibustiers. Il intentera même un procès en diffamation à Alexandre-Olivier Exquemelin l'un d'entre eux, qui a évoqué son passé de flibustier dans un livre.

### Deux premières grandes révoltes d'esclaves (1673)
En 1673, eurent lieu deux grandes révoltes d'esclaves dont une échoue et est sévèrement réprimée. L'autre, à la St. Anne Plantation, voit 300 esclaves s’échapper vers le « Pays Cockpit », déjà occupé. Plus tard, en 1685, la Widow Grey Plantation connut une révolte qui permit à 150 esclaves de s’échapper et en 1690 c'est sur la plantation Sutton que 400 fugitifs ont réussi à s'enfuir. Les villages de fugitifs d'Accompong et Cudjoe's Town (Trelawny Town) puis Me-no-Sen-You-no-Come, dont situés ainsi dans le Pays Cockpit.
Les nombreux raids opérés la nuit contre les plantations permettaient de se procurer des armes aux esclaves, mais aussi des femmes et des outils introuvables dans la jungle. Les fugitifs recouraient plus fréquemment à des échanges discrêts avec les esclaves toujours en captivité. Plus généralement, la politique d’isolement adoptée par les « marrons » jamaïcains leur a permis de croître dans la complexité politique et sociale et à des générations de naître dans des villages marrons plutôt que dans des plantations grâce à des terres adaptées et une production agricole autosuffisante.
Avec la croissance démographique et l’expansion de la chasse et des terres agricoles, les « marrons » qui n’étaient pas nés dans les plantations ont établi un sentiment d’identité et de capacité à négocier leur liens avec la Grande-Bretagne. Les propriétaires étant souvent absents, car vivant en Angleterre, les Marrons communiquaient presque quotidiennement avec les esclaves des plantations, échangeant des produits alimentaires qu’ils avaient cultivés contre des outils, des armes, des textiles et des casseroles. Il leur fallait recruter de nouveaux membres car le taux de mortalité dans les montagnes était élevé.

### La Jamaïque importe8 000esclaves par an entre 1680 et 1688
Alors que la Jamaïque comptait 500 esclaves en 1660, volés sur des bateaux espagnols, leur nombre atteint 10 000 au début des années 1670. La création en 1672 de la Compagnie royale d'Afrique vise à en importer plus, en bâtissant des forts sur le littoral de l'Afrique de l'Ouest: entre 1672 et 1713, en quarante ans, la compagnie y embarque 125 000 esclaves dont 25 000 décèdent lors de la traversée. Malgré ces pertes, sa rentabilité est estimée à 12 % par an. La moitié des déportations de ces trente années s'est faite en huit ans, de 1680 à 1688, pendant lesquels la Compagnie royale d'Afrique a prélevé 61 000 personnes sur les côtes d'Afrique, à bord de 194 navires. Mais 23,8 % des captifs sont morts au cours de la traversée
La population de la Jamaïque affiche alors la plus forte croissance au monde. La Couronne britannique, craignant les révoltes, incite aussi les capitaines de navires à importer des blancs, dès 1682, en leur accordant une gratification de 168 livres pour ceux venant d'Angleterre, 135 livres pour les Irlandais et 78 livres pour ceux venant d'Amérique. La Jamaïque compte que 40 000 esclaves en 1700, pas plus que la Barbade, 20 000 autres étant répartis entre les îles anglaises de Saint-Vincent et Montserrat. Principal frein au développement du sucre, les pirates qui se réfugient dans les multiples criques de Saint-Domingue, se mêlant aux flibustiers français et créant de l'instabilité. Par ailleurs, de nombreux hollandais ont rejoint les pirates, même si leur pays a été refoulé vers le Suriname. La flibuste s'internationalise. En 1684, lors des grands raids pirates sur Panama, elle compte 17 navires et 3 000 hommes rien qu'à Saint-Domingue.
Après 1688, la Glorieuse Révolution britannique déclenche la guerre de la Ligue d'Augsbourg contre la France, fragilisant les plantations jamaïcaines. L'expédition de la Jamaïque est organisée en 1694 par le gouverneur de Saint-Domingue Jean-Baptiste du Casse, directeur de la Compagnie du Sénégal, qui rapporte de l’indigo et 3 000 esclaves à Saint-Domingue, où il lance ainsi la production sucrière, trois ans avant la paix de Ryswick. Le désarmement les flibustiers finit par aboutir. En 1700, la plupart ont fui: refoulés à Belize et aux Bahamas pour les anglophones, sédentarisés au Panama pour ceux de la Colonie française du Darién.

## XVIIIeet XIXesiècles

### Révolte de Tacky de 1760

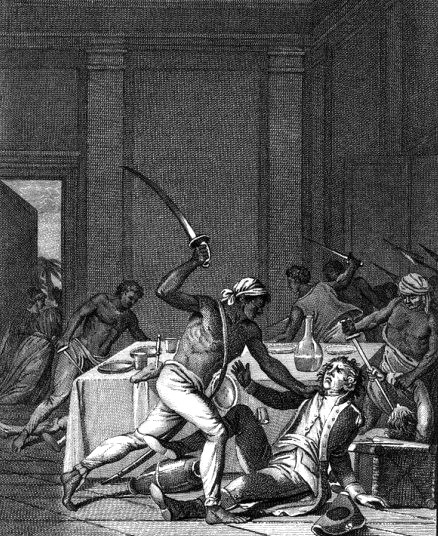
La révolte de Tacky en 1760, par Nicolas Lejeune

La révolte de Tacky est une des plus importantes révoltes d'esclaves dans les Caraïbes entre l'Insurrection des esclaves de Saint John de 1733 et la révolution haïtienne de 1793. Elle fait suite aux révoltes de 1673, 1690 et 1745.
Elle est racontée notamment dans l'histoire de l'île d'Edward Long publiée en 1774, les carnets de Thomas Thistlewood, responsable de la paroisse de Westmoreland, où la rébellion avait débuté.
La révolte de Tacky se déroule d'avril à juillet 1760, s'étendant à une grande partie de l'île et causant la mort de soixante Blancs et de plusieurs centaines de Noirs, ainsi que 250 000 livres sterling de dommages matériels. C'est un conflit opposant les esclaves d'ethnie akan (alors appelée « coromantee ») aux troupes de l'Empire britannique en Jamaïque[pas clair].
Le chef de la rébellion, Tacky, appartient au groupe ethnique des Fantis, chez qui il était parmi les chefs les plus importants (le territoire des Fantis en Afrique correspond au centre de l'actuel Ghana). Aux côtés d'Asante, surnommée la « Reine Nanny » ou « Nana », il organise une insurrection visant à prendre le contrôle de la Jamaïque, afin d'en faire une terre noire libérée de l'emprise britannique. Selon J. A. Jones, officier britannique chargé de négocier la reddition des révoltés, Tacky connaissait très bien l'anglais, chose courante dans les élites Fante de l'époque.
En avril 1760, des esclaves parviennent à s'échapper de leurs plantations dans le cadre d'une opération préparée pour le lundi de Pâques suivant. Le 7 avril 1760, marchant sur Port Maria, fort situé dans la paroisse de St. Mary, le groupe des esclaves évadés tue un garde et vole des armes.

### Puissance sucrière éclipsée par Saint-Domingue

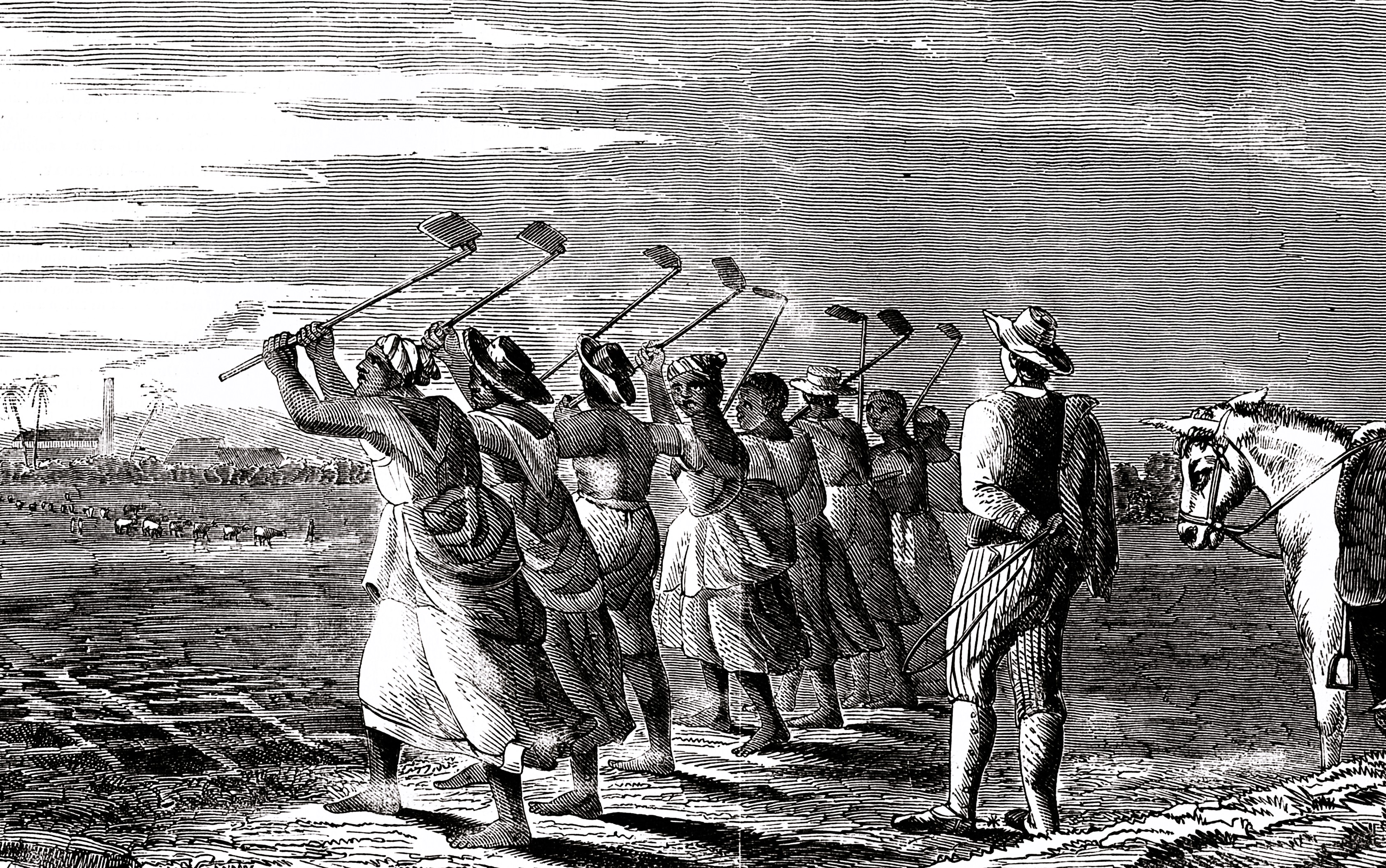
Creusement des sillons pour la canne à sucre, dans une plantation de Jamaïque au XIXe siècle.

Bien que la production sucrière ait commencé vingt ans plus tôt en Jamaïque, la rivale française Saint-Domingue domine le marché du sucre dès 1700, dès que l'effort de désarmement des flibustiers porte ses fruits. La Jamaïque profite alors d'une plus grande stabilité, mais la Royal Navy, en pleine expansion, coûte de plus en plus cher à entretenir: un quart des recettes publiques britanniques. Londres cherche donc des financements.
En 1705, le sucre roux est taxé à hauteur de 342 %, un niveau jugé prohibitif. Entre 1688 et 1713, les impôts passent de 3 % à 9 % du PIB britannique. La Jamaïque est la première victime de la hausse des impôts indirects, lors de la création d’un « board des colonies » en 1696, qui se traduit par l'embauche progressive de 6 900 agents du fisc, chargés de contrôler des taxes élevées, en particulier sur les réexportations de sucre.
Le Sugar and Molasses Act de 1733, puis le Sugar Act de 1764 vont cependant alléger la note.
L'année 1734 voit la reprise de l'essor sucrier en Jamaïque : la production passe de 12 millions de livres à 40 millions soixante ans plus tard.
Mais le retard sur Saint-Domingue est loin de se combler.
Même à ce moment-là, la Jamaïque est jugée beaucoup moins productive : son sol est sablonneux, les taxes plus élevées, les planteurs très endettés, faute de capital de départ. Au XVIIIe siècle, la rentabilité, après impôt, des plantations jamaïcaines est deux à trois fois plus faible que celles de Saint-Domingue.
Dernier facteur mais non des moindres, les révoltes d'esclaves y sont favorisées (révolte de Tacky en 1760) par l'existence d'un sanctuaire, dans la région du Pays Cockpit.
La révolution haïtienne qui débute à Saint-Domingue (colonie française) en 1791 redonne un avantage à la Jamaïque, qui devient premier producteur mondial de sucre en 1810, année où sa population d'esclaves noirs dépasse 350 000 personnes, avant que l'abolition de la traite négrière de 1807 ne stoppe le mouvement. À la fin de la décennie 1790, l'ensemble des îles de la Caraïbe anglaise font immigrer par an 19 000 esclaves noirs, dont les deux tiers en Jamaïque.
Plus d'un demi-million d'esclaves africains sont débarqués sur l'ile entre 1701 et 1807.

### Une île lourdement taxée et menacée par les révoltes

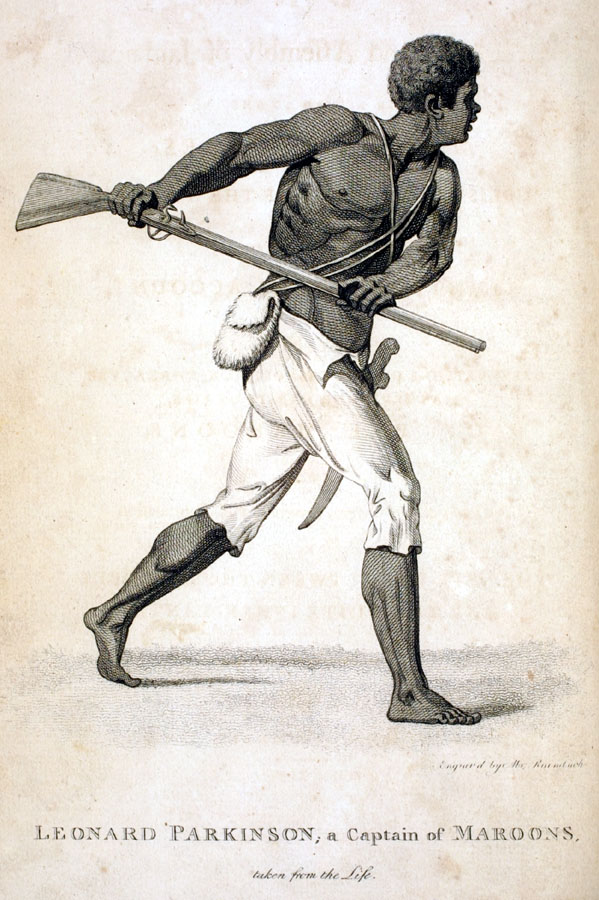
Leonard Parkinson, chef marron, 1796.

En 1766, alors que les colonies d'Amérique du Nord se plaignent aussi de taxes élevées, le droit fiscal de 4,5 % sur les exportations de sucre jamaïcain hors d'Angleterre est supprimé, une dizaine d'années après que la France ait au contraire créé une taxe sur les esclaves: Londres veut ainsi dissimuler le « problème jamaïcain », le retard sur la France dans la production de sucre, et encourager des blancs à s'installer. En 1818, à l'apogée du sucre jamaïcain, la population noire est de 160 000 personnes, pour 8 000 blancs, un ratio de un à vingt, plus faible qu'à Saint-Domingue (un à trente).
Les esclaves jamaïcains, connus sous le nom de Marrons, se révoltèrent plus d'une douzaine de fois entre 1673 et 1832 et établirent des communautés indépendantes d'où il était impossible de les défaire, comme il le fut démontré lors d'importantes expéditions militaires anglaises des années 1730 et 1790.
La Bataille des Saintes d'avril 1782 , pendant la guerre franco-anglaise, voit la flotte britannique dirigée par George Rodney battre une flotte française dirigée par le comte de Grasse, ce qui évite à la Jamaïque, après la prise de la quasi-totalité des îles anglaises du Vent par les Français, une seconde attaque française après celle de 1693, restée avortée et dont témoignent les deux canons français prélevés sur le vaisseau amiral « Ville de Paris » entourant la statue de Rodney à Spanish Town.

### Révoltes d'esclaves des années 1790

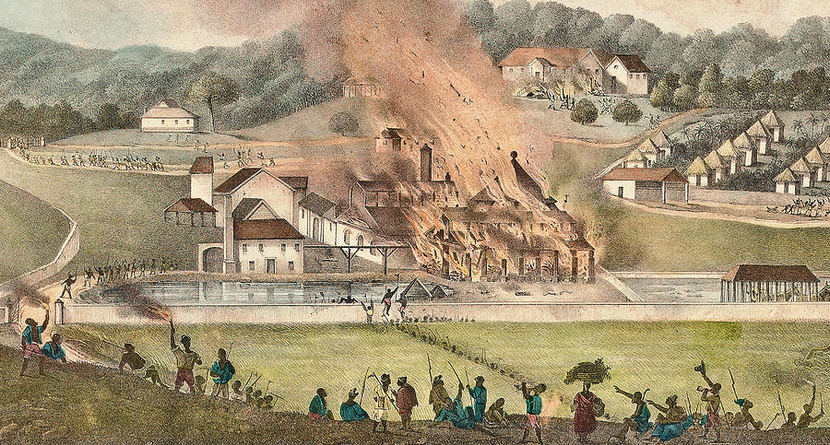
Incendie de la plantation Roehampton pendant la Grande révolte des esclaves de 1831.

L'une des communautés fut cependant expulsée dans les années 1790 et forma une partie du noyau de la communauté créole du Sierra Leone. Le gouvernement colonial embaucha des « Marrons » pour les capturer. Vers 1800, les Anglais se servirent également de 10 000 Jamaïcains libres de couleur pour maintenir leur mainmise. À Noël 1831, une révolte de grande ampleur, connue sous le nom de Baptist War, éclata. Sur les 300 000 esclaves de l'île, 60 000 se soulevèrent. Il s'agissait à l'origine d'une grève pacifique menée par le baptiste Samuel Sharpe. La rébellion fut matée dix jours plus tard, au début de 1832, par la milice des planteurs et les garnisons britanniques.
À la suite des pertes matérielles et humaines provoquées par cette révolte, le parlement britannique ouvrit deux enquêtes dont les conclusions allaient grandement contribuer à l'abolition de l'esclavage dans tout l'empire britannique, le 1er août 1834. Les esclaves jamaïcains restèrent liés à leurs anciens propriétaires, mais avec une garantie des droits sous ce qui s'appelait Apprenticeship System. La population libérée dut pourtant toujours faire face à des conditions de vie très difficiles, ce qui provoqua la rébellion de Morant Bay en octobre 1865, menée par George William Gordon et Paul Bogle. Elle fut brutalement réprimée : l'état d'urgence est déclaré, plus de 400 personnes furent pendues ou fusillées, plus de 600 furent flagellées (cent coups de fouet pour les hommes et 30 pour les femmes ; la corde était alors bardée de fil de fer) et un millier de maisons furent incendiées. L'Assemblée de l'île renonça par la suite à son autorité. Ainsi, la Jamaïque acquit-elle le statut de colonie de la Couronne. La production de sucre diminua en importance à la fin du XIXe siècle pour être concurrencée par celle de la banane. En 1872, la ville portuaire de Kingston étant bien plus grande et plus raffinée que Spanish Town située à l'intérieur des terres, accéda au statut de capitale.
L'établissement du statut de Colonie de la Couronne favorisa, pendant quelques décennies, le développement d'une classe moyenne comprenant des fonctionnaires subalternes et des officiers de police issus du peuple, dont la promotion sociale et politique avait été bloquée jusque-là. La Grande Dépression eut un impact significatif sur la classe moyenne émergente et sur la classe ouvrière des années 1930. Au printemps 1938, les travailleurs du sucre et ceux du port se révoltèrent dans toute l'île. Bien que réprimée, la révolte entraîna des changements significatifs, telle que l'émergence du syndicalisme et du pluralisme politique.

### Arrivée de réfugiés français de Saint-Domingue (1790-1804)

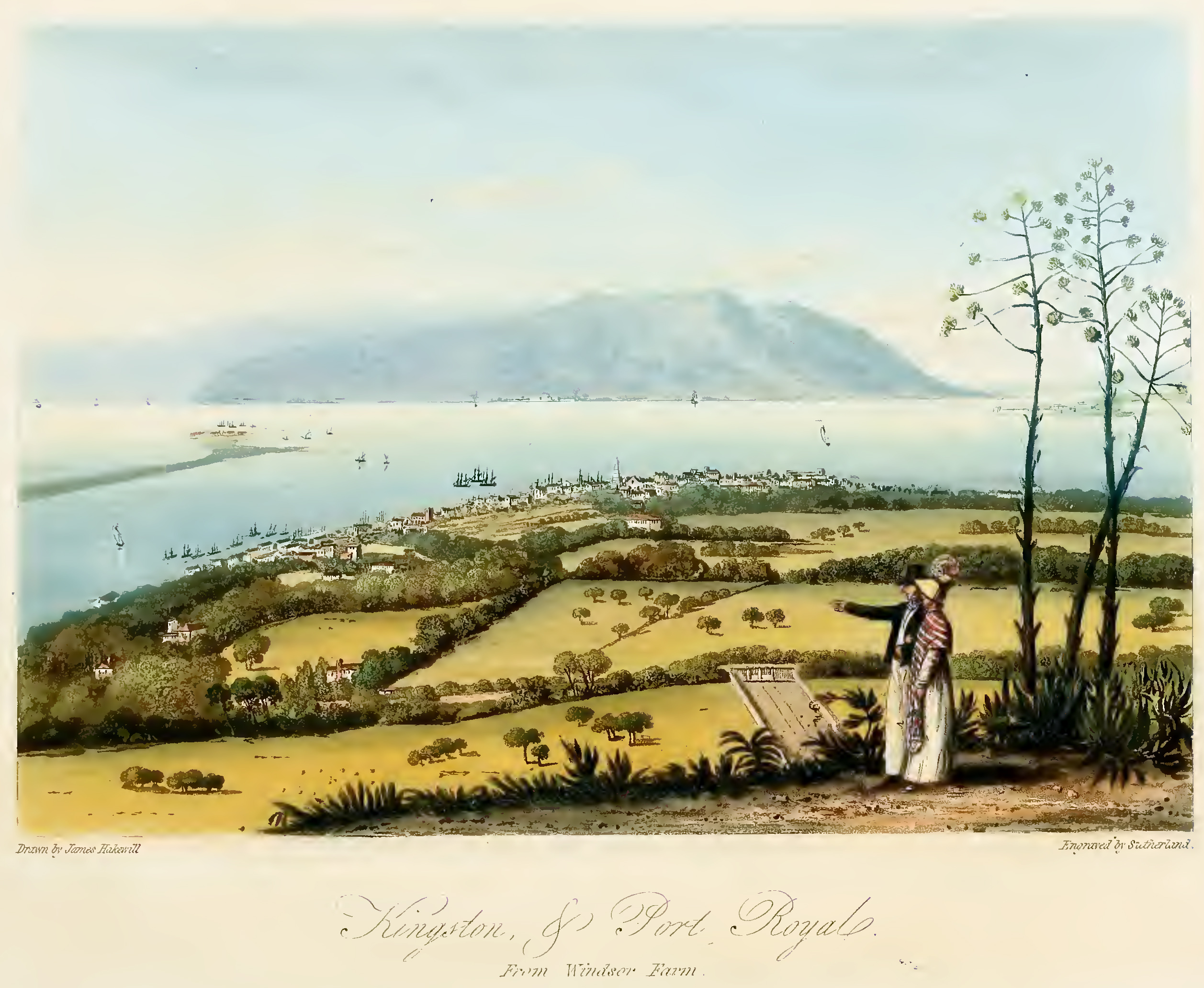
Panorama de Kingston et Port Royal vers 1820, par James Hakewill.

En une quinzaine d'années, de 1790 à 1804, quatre vagues d'immigration française, d'importance inégale, tant sur le plan du nombre de personnes concernées que de la composition socio-politique, vont prendre la direction de la Jamaïque, avec deux accélérations en 1792 et en 1798.
Au cours de l'été 1798 un flot d'environ deux milliers de réfugiés arrive dans le sillage des troupes anglaises qui ont quitté leurs forts de Saint-Domingue et fait doubler la population de réfugiés français dans l'île : réfugiés français de Saint-Domingue en Jamaïque. La plupart se sont engagés dans les corps créés ou mobilisés pour accompagner les Anglais : la « Légion britannique » de Montalembert, où ont servi le comte Duquesne, le lieutenant Desgouttes, les frères Barbeyrac, le vicomte Dulau d'Allemans, et ses hussards de cavalerie (lieutenant de Laulanié, cornette Vassal, baron de Mélet) ou encore la brigade irlandaise du colonel Walsh, de la famille des Walsh-Serrant de Saint-Domingue. Parmi les fonctionnaires, Louis-Ambroise Grandjean d'Aubancourt, grand ami de Lady Nugent et Pierre Joseph Laborie, qui publie à Londres en anglais en 1798 son célèbre ouvrage The Coffee Planter et meurt à Kingston en 1800.

### Français chassés dès 1803

Grand bal à la Jamaïque en 1802.

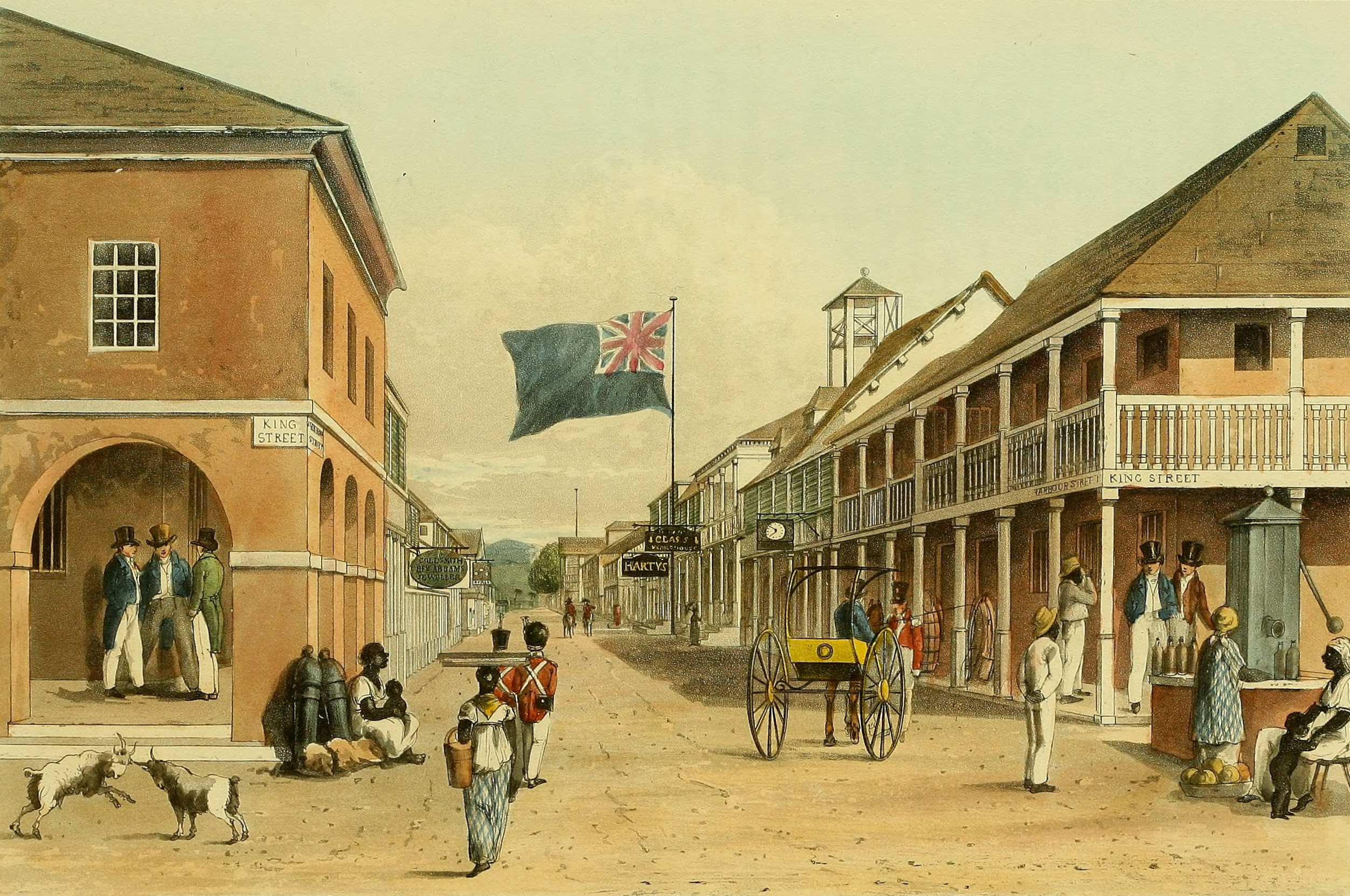
Le centre ville de Kingston vers 1820, par James Hakewill.

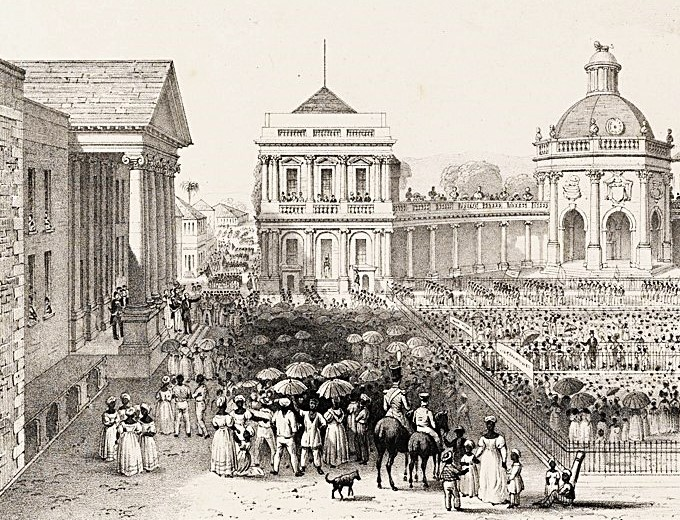
Proclamation de l'abolition de l'esclavage dans la colonie de Jamaïque, le 1er août 1838, depuis la maison du gouverneur à Spanish Town.

De nombreux prisonniers faits en mer à l'occasion de la reprise de la guerre franco-anglaise sont débarqués à partir de juin 1803, rejoints fin 1803 par environ 8 000 rescapés de l'expédition Leclerc et de celle de 1803, toutes deux à Saint-Domingue, puis, en 1808, par les partisans battus du général Barquier à Santo-Domingo. Entre-temps, le 25 novembre 1803, une proclamation à Kingston du général Nugent demande à tous les Blancs étrangers à l'île, principalement des Français, au nombre de plus de 4 000, de gagner La Nouvelle-Orléans avec leurs esclaves. Une partie cependant est attirée par les autorités espagnoles vers Cuba. En 1805 ne reste à la Jamaïque qu'une infime partie d'entre eux, surtout des veuves, enfants et hommes âgés, propriétaires de plantations de café, les réfugiés s'étant investis dans les arts, la spéculation et surtout la culture du café, le nombre de caféières gérées par des Français à la Jamaïque ayant atteint des centaines, grâce à l'avance technique des pionniers de Saint-Domingue comme Pierre-Joseph Laborie, secrétaire de la Chambre d'agriculture et député à la Constituante, qui rédige un manuel technique, jamais traduit. La Jamaïque voit ainsi émerger une production caféière jusque-là inexistante, de 14,5 millions de livres en 1812 sur 27,6 millions de livres pour l'ensemble des colonies anglaises, quand dans le même temps la production haïtienne diminua de 70 %, passant de 76,8 millions de livres en 1789 à 43 millions de livres en 1801 puis à 26 millions de livres seulement en 1820. Pour le sucre, la récolte haïtienne est passée de 141 millions de livres en 1789 à seulement 18,5 millions de livres en 1801 et 2,5 millions de livres en 1820, effondrement encore plus dramatique. La Jamaïque, qui ne produisait avant la Révolution que 59 000 tonnes de sucre, devient le premier producteur mondial en augmentant très rapidement sa production d'environ 50 % pour atteindre 88 000 tonnes en moyenne de 1805 à 1809. Cuba ne produisait qu'une dizaine de milliers de tonnes avant 1789 mais triple puis quintuple sa production : 34 335 tonnes en 1800-1804 et 50 384 en 1820-1824. Jean-François Pouyat, ex-propriétaire à Saint-Domingue a par ailleurs favorisé l'introduction en Jamaïque de la banane plantain « tigre », qui réussit .
La récolte de café ne nécessite pas des tâches ayant « la même rapidité ni la même intensité » ni les mêmes traitements immédiats des fruits récoltés que celle de canne à sucre, où le taux de sucrose chute après seulement une semaine et la température des ateliers est au maximum. Les cerises de café peuvent de leur côté attendre un an sans perdre de valeur et la période hors-récolte, bien plus longue, est consacrée à d'importants travaux d'entretiens, moins effectués en chaîne.
Elle s'effectue sur des parcelles plus grandes, adaptées à une forme de polyculture, qui permettaient aux esclaves d'entretenir des plants vivriers, ce qui est impossible sur les parcelles sucrières, d'où une surface moyenne supérieure en moyenne de 30 % à 40 % pour ces cultures dans les plantations caféières. Dans celle de sucre, la coupe de la canne à la chaîne était supervisée par une catégorie distincte d'esclaves, aux intérêts opposés, avec des rapports hiérarchiques très marqués.
En Jamaïque, l'historien Matthew Reeves a réalisé, avec l'aide d'une communauté de descendants d'esclaves et du Jamaica National Heritage Trust, une comparaison entre les parcours des esclaves travaillant dans les plantations sucrières du secteur de Thetford et ceux des plantations de café de la Montagne Juan de Bolas,, du nom d'un ancien chef des esclaves fugitifs devenu colonel de la milice et magistrat après un accord de paix en 1660. Elle a montré des différences importantes dans la longévité des esclaves, avec un âge moyen au décès plus élevé de deux décennies dans la zone caféière. Par ailleurs, le travail y a moins d'impact sur la fécondité des femmes, qui est retardé chez les esclaves du sucre et dédié parfois à des femmes qui n'ont pas d'autre activité.
Les descendants des esclaves des plantations de café vivent souvent sur le même lieu car, parmi leurs ancêtres, les esclaves affranchis s'installaient dans la plantation en rachetant une parcelle. Les affranchis des plantations de sucre préféraient s'installer au contraire à l'extérieur, et les cultures personnelles de complément se trouvaient déjà souvent à l'extérieur de l'espace sucrier.

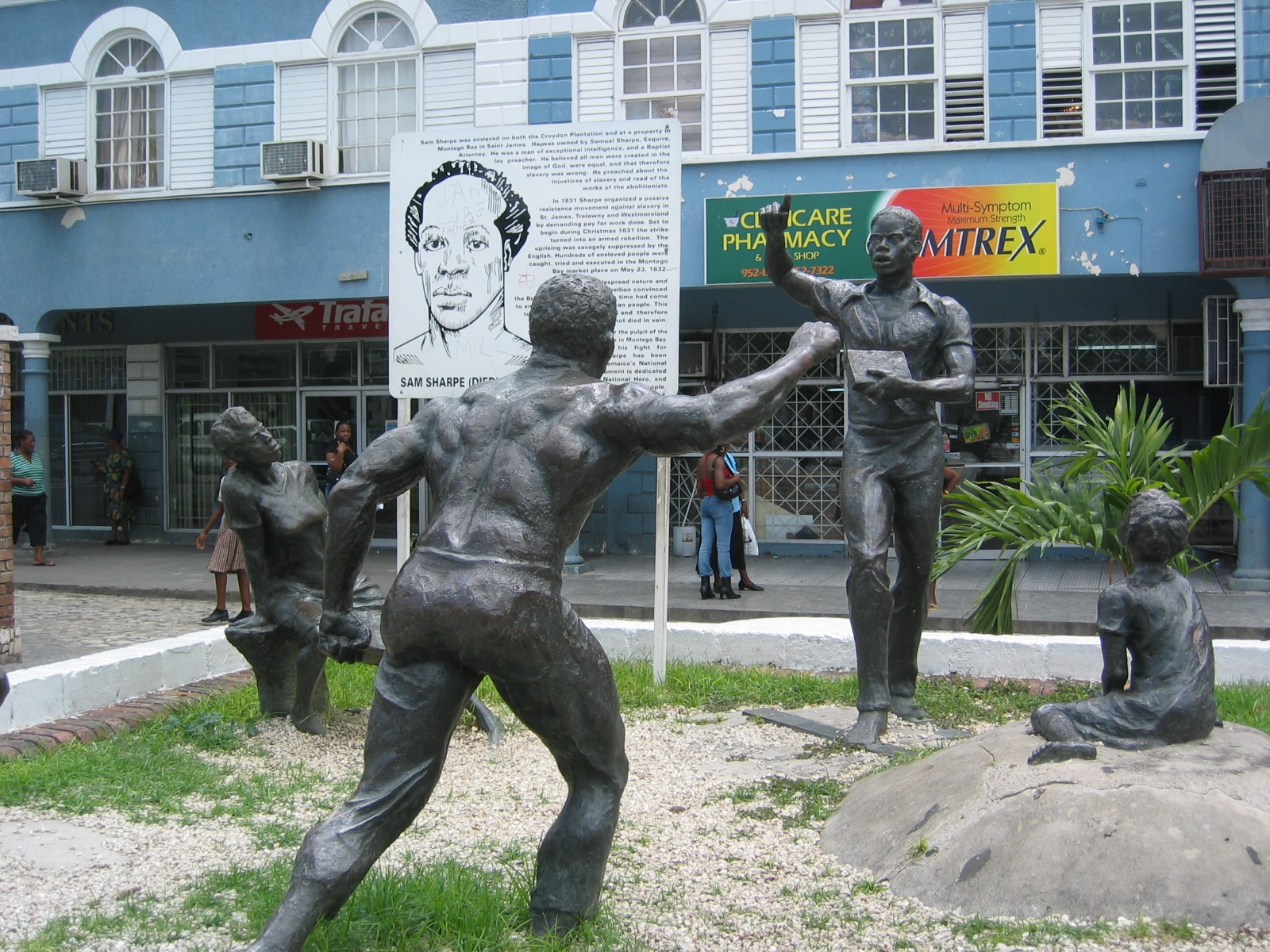
Statue d'hommage à Samuel Sharpe (1801-1832).
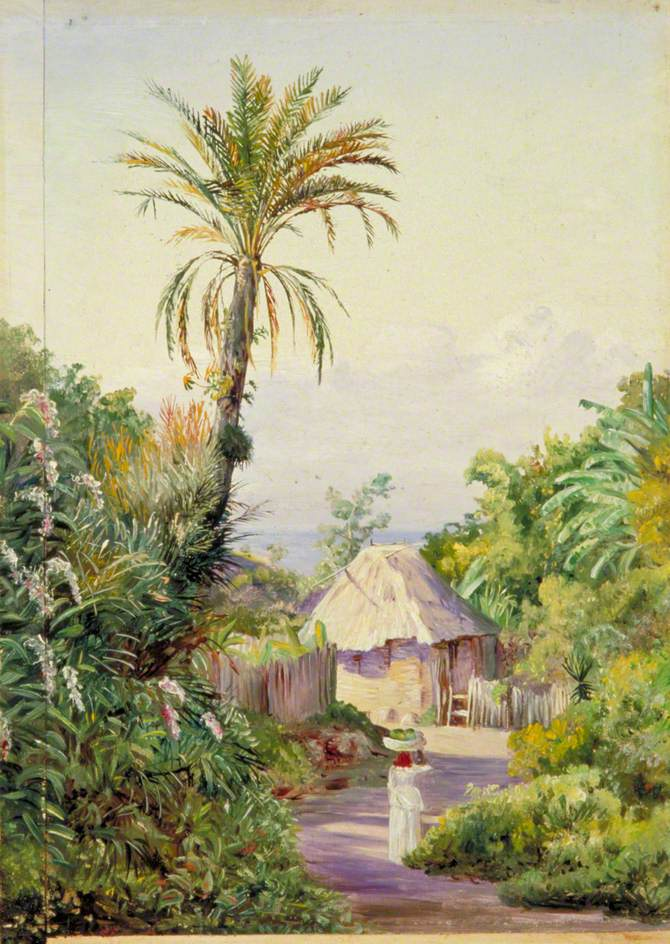
Marianne North, paysage (1872).
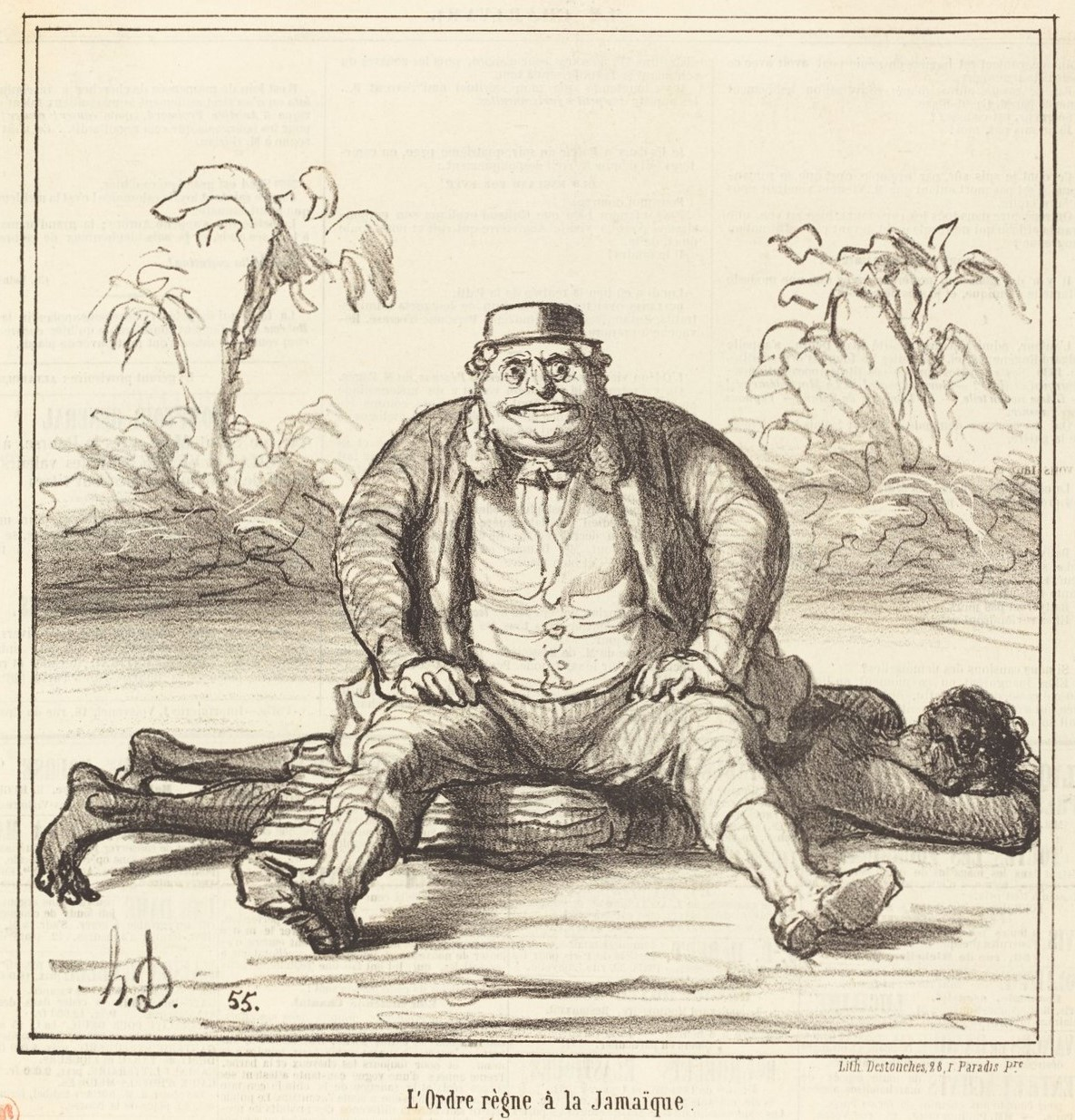
L'ordre règne à la Jamaïque après la révolte de Morant Bay (en), par Honoré Daumier (1866).
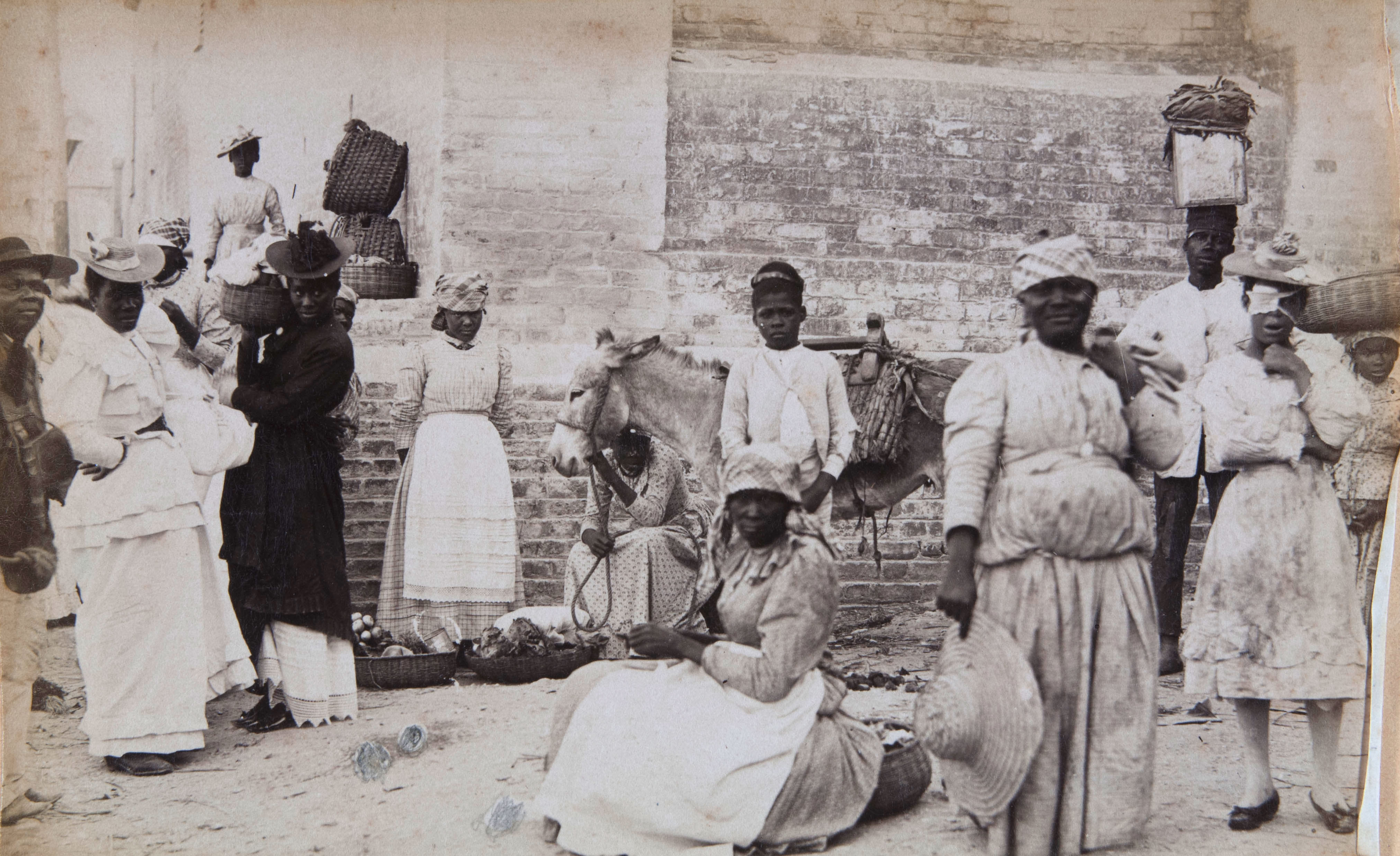
Scène de rue (1897).
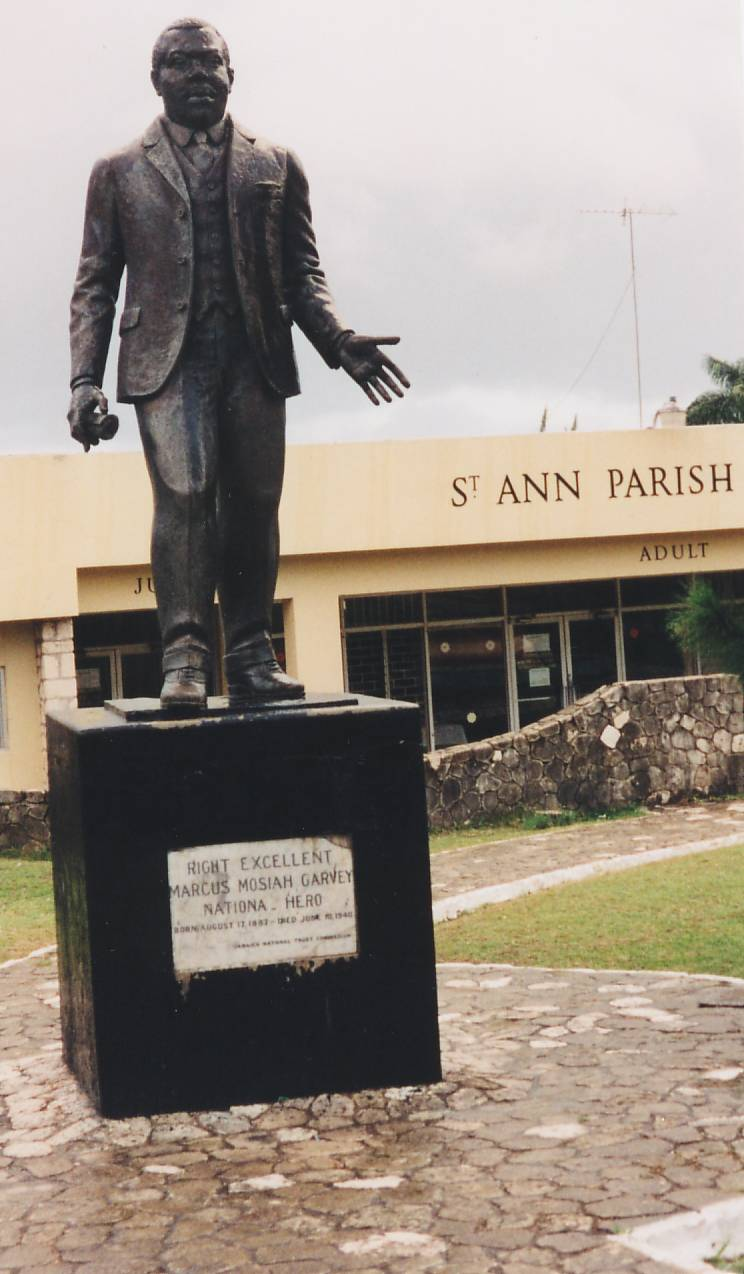
Marcus Garvey (1887-1940).

- Histoire de la caféiculture

## Indépendance (1962)
La Jamaïque gagne son autonomie au milieu des années 1940.
Le People's National Party (PNP) est fondé en 1938 et son principal rival, le Parti travailliste de Jamaïque (Jamaica Labour Party, JLP), cinq ans plus tard.
Les premières élections au suffrage universel ont lieu en 1944.
La Jamaïque rejoint en 1958 neuf autres territoires britanniques au sein de l'éphémère Fédération des Indes occidentales, organisation dont elle se retire en 1961, les électeurs ayant choisi de renoncer à cette alliance.
L'indépendance obtenue le 6 août 1962, la Jamaïque demeure membre du Commonwealth et adopte le système de Westminster.
Le premier Premier ministre de la Jamaïque indépendante est le travailliste Alexander Bustamante.
Pendant cette période, le gouvernement jamaïcain est inféodé aux États-Unis et entretient un climat de violence politique et sociale.
Dans les années qui suivent l'accession à l'indépendance, le pouvoir change régulièrement de main et alterne entre le Parti travailliste de Jamaïque et le People's National Party.
Michael Manley, premier chef de l'État issu du PNP, élu en 1972, met en place un programme du type socialiste et renforce les relations avec Cuba.
Sa réélection (deuxième mandat) marque le début d'une flambée de violence politique.
Après que le PNP a perdu le pouvoir, au début de novembre 1980, Edward Seaga prend immédiatement le contre-pied de la politique de son prédécesseur en favorisant la privatisation et en cherchant à nouer des liens étroits avec les États-Unis.
Le PNP et Manley reviennent au pouvoir en 1989 et poursuivent une politique modérée.
Manley démissionne pour des raisons de santé en 1992 et Percy Patterson lui succède à la tête du PNP.
Le PNP est réélu en 1993 et en 1998.

### Émigration massive
La Jamaïque est un pays d'émigration massive. À la fin du XIXe siècle et au début du XXe siècle, de nombreux Jamaïquains émigrèrent en Amérique centrale, à Cuba et en République dominicaine pour trouver du travail dans les plantations de bananes et de canne à sucre. Dans les années 1950 et 1960, le Royaume-Uni devint leur principale destination, jusqu'en 1962, date à laquelle il réduisit ses quotas. Les principaux flux se concentrent dès lors vers les États-Unis et le Canada. Environ 20 000 Jamaïquains émigrent chaque année aux États-Unis et 200 000 autres s'y rendent en visite. New York, Miami, Chicago et Hartford comptent parmi les villes américaines qui abritent une importante population jamaïquaine. Les envois de fonds des communautés d'émigrés jamaïquains aux États-Unis, au Royaume-Uni, et au Canada contribuent de façon croissante et significative à l'économie de l'île.

### Mouvement rastafari et musique
Le pasteur afro-centriste Leonard Percival Howell (1898-1981), ancien grand ami de Marcus Garvey, apôtre du « Retour à l'Afrique » (mouvement Back to Africa / Exodus), fonde en 1940 la première communauté rastafari.
Le mouvement rastafari qui est ainsi lancé s'inspire du couronnement de l'empereur Hailé Sellassié Ier en Éthioipie, présenté comme le Messie revenu sur terre pour sauver les Noirs : ceux-ci doivent retourner en Afrique, la terre des ancêtres. Une visite officielle de l'empereur en Jamaïque en avril 1966 paraît une révélation, bien gérée par Mortimer Planno (1929-2006), un des cofondateurs du Rastafari Movement Association. Artistes, musiciens et poètes font chorus.
La musique jamaïcaine développe de nombreux genres musicaux : musique marron (en), musique populaire jamaïcaine (en), mento (vers 1880-1890), sound system (1945), ska (années 1950), dub (1965), rocksteady (1966), reggae (1968), dub poetry (1975)c, dancehall (1975c), raggamuffin (1986c), reggae fusion...

### Galerie 1930-1990

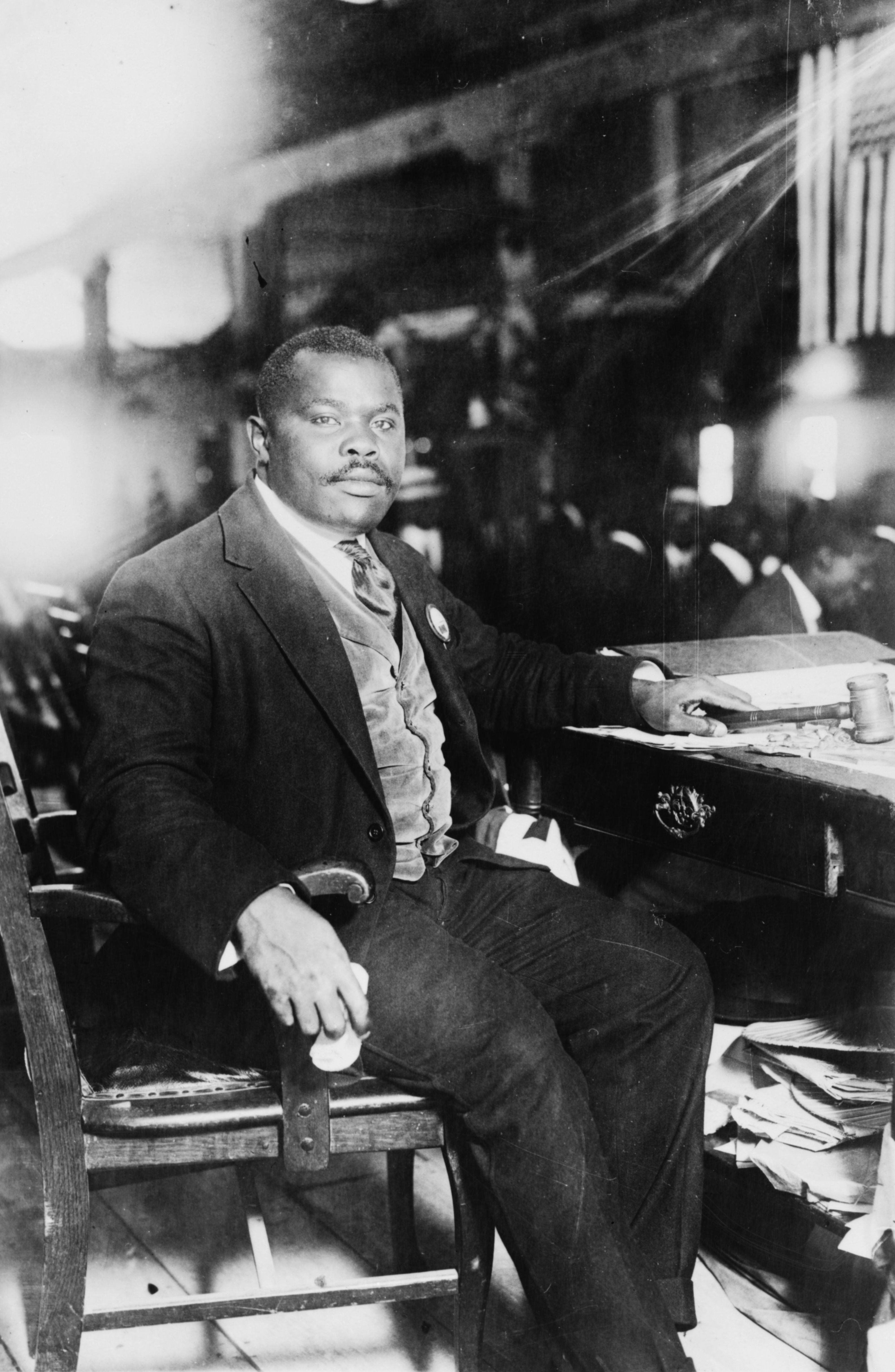
Marcus Garvey (1887-1940)
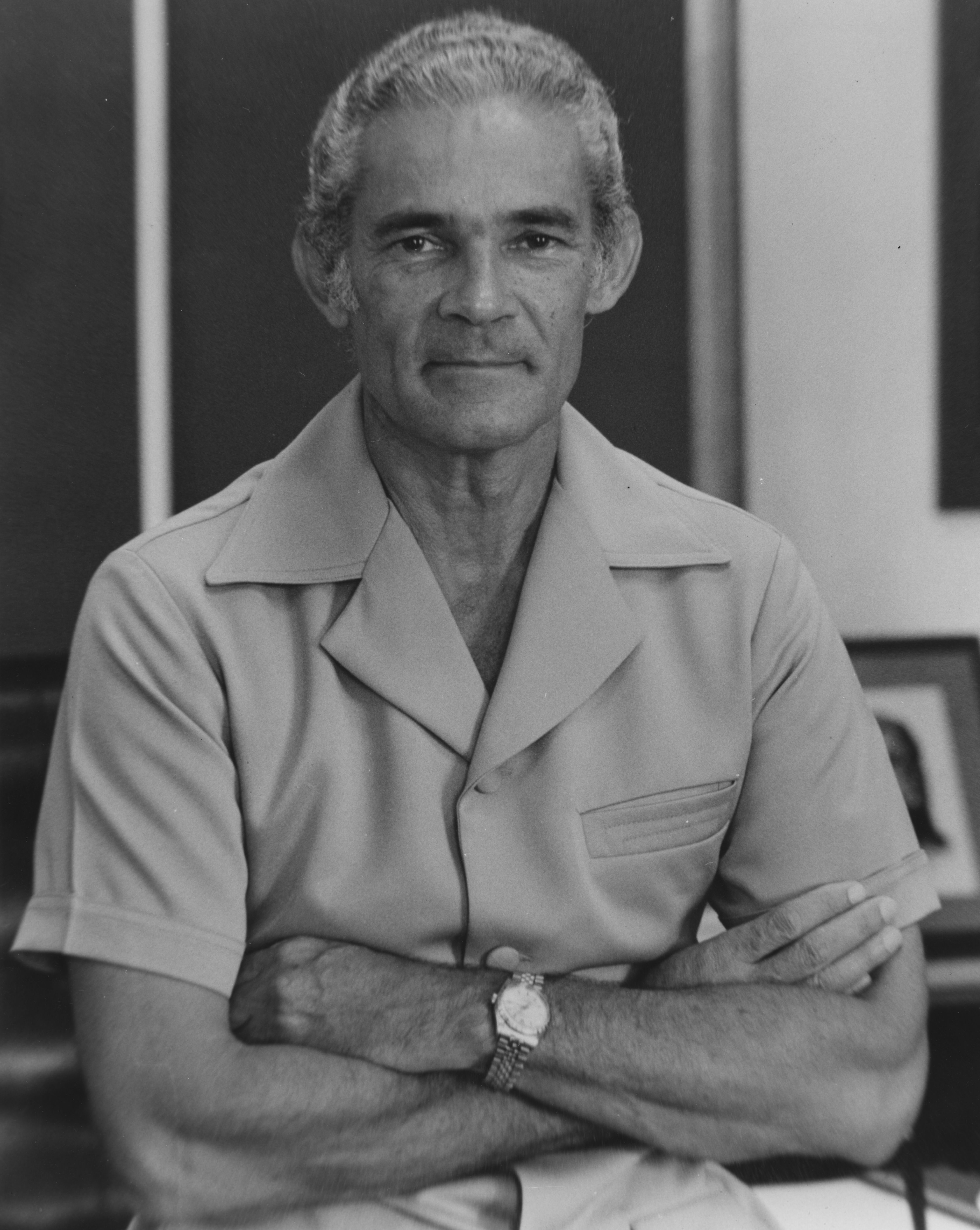
Michael Manley (1924-1997) PM 1972-1980, 1989-1992
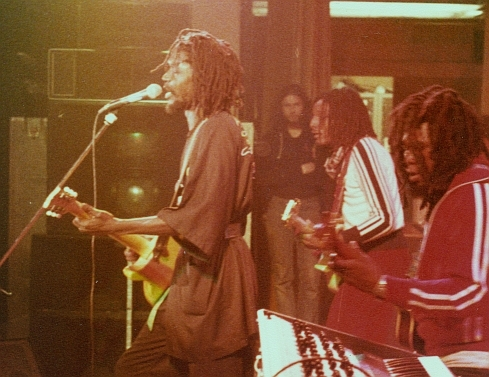
Peter Tosh (1944-1987)
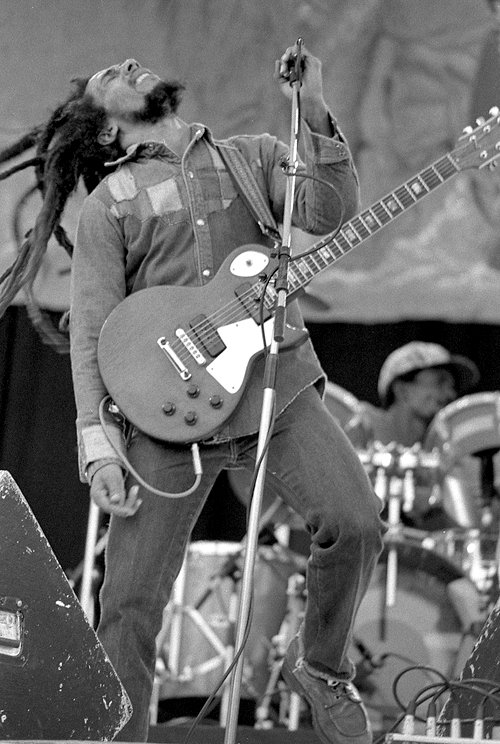
Bob Marley (1945-1981)
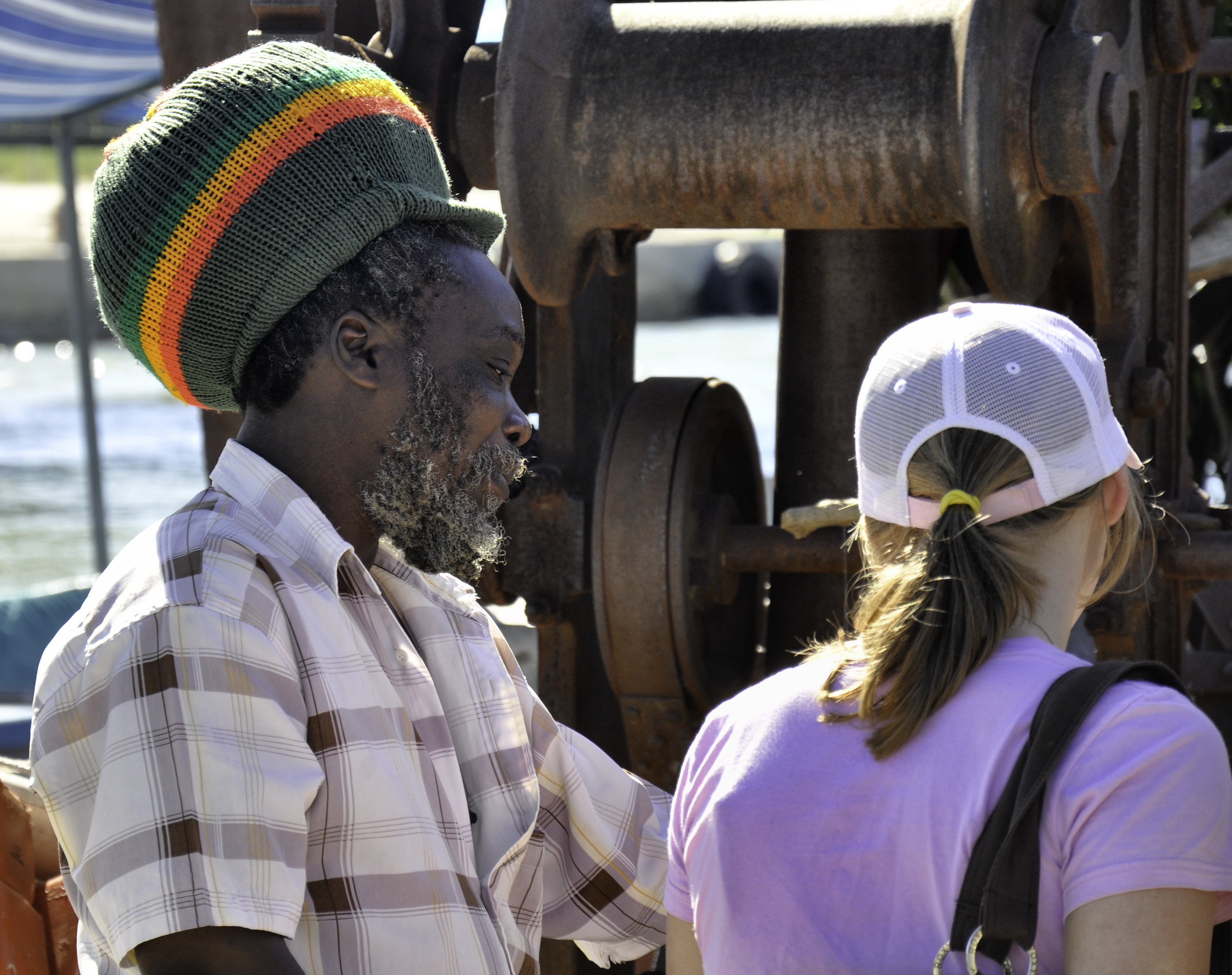
Rasta en Jamaïque

### Galerie de responsables politiques depuis 2000

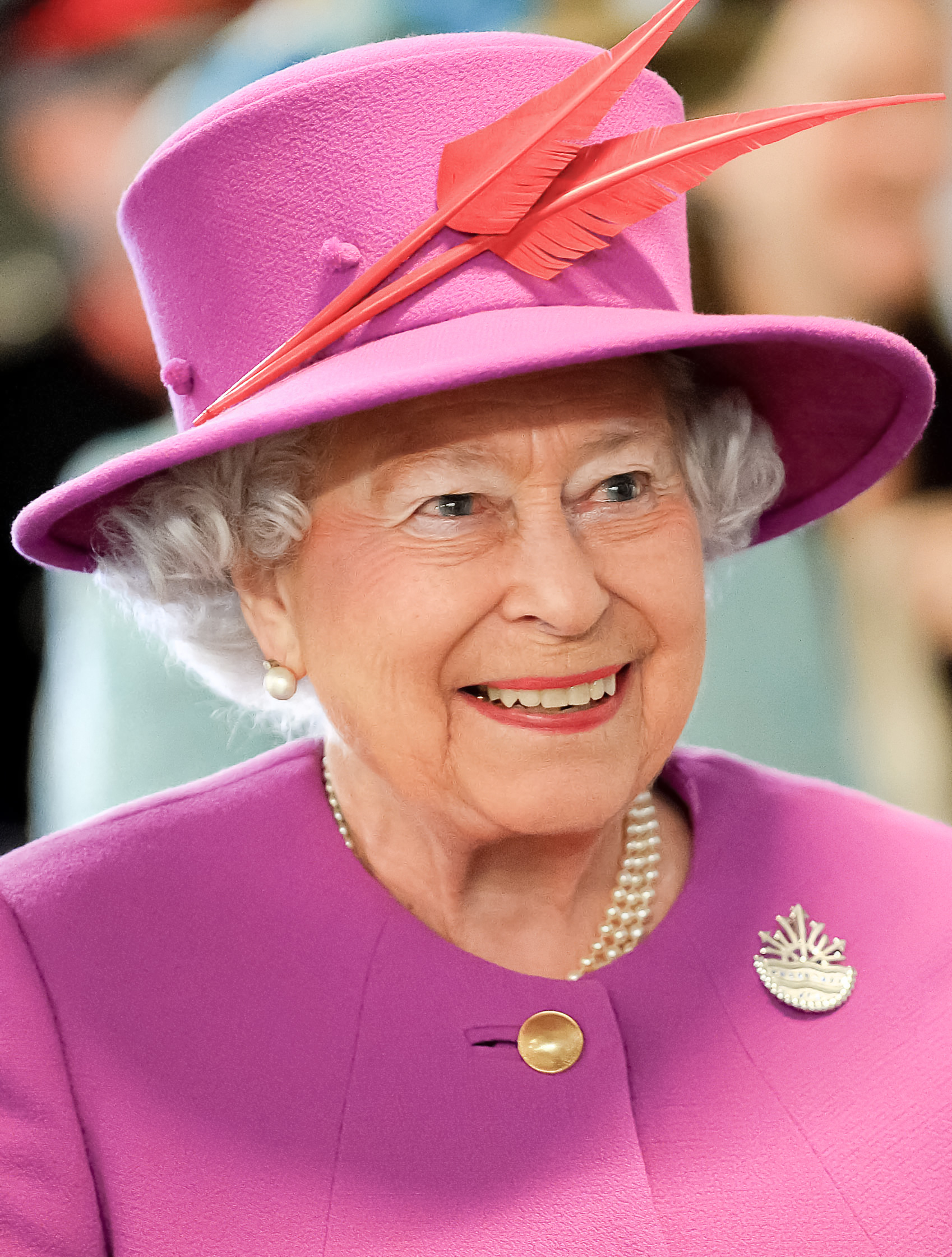
Élisabeth II, reine de la Jamaïque (1962-2022)
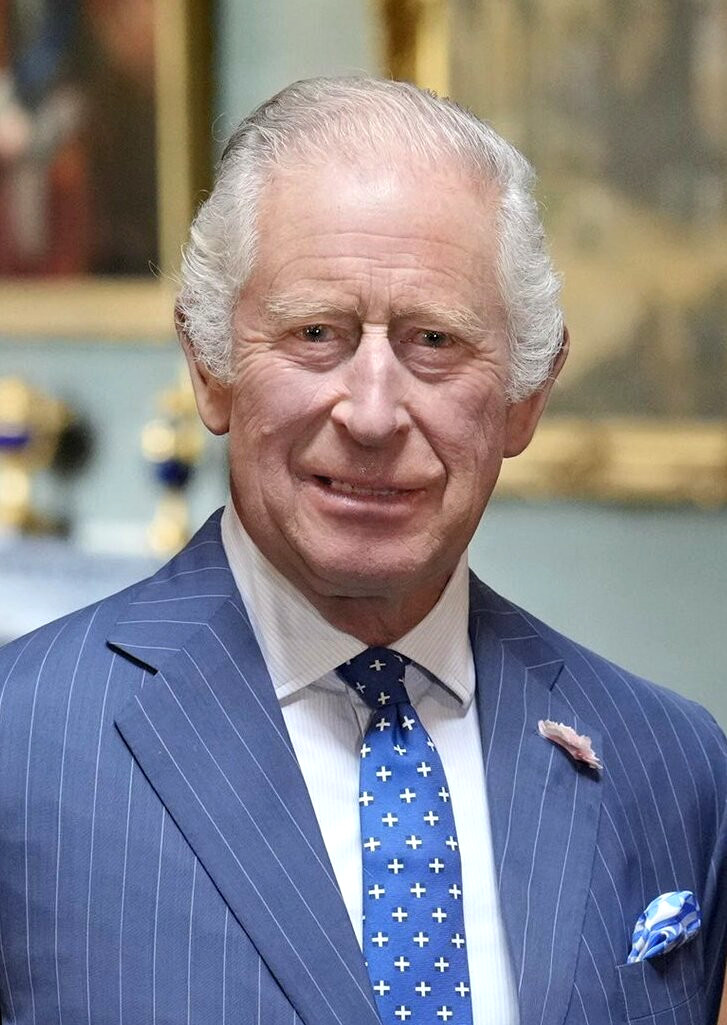
Charles III, roi de la Jamaïque (depuis 2022)
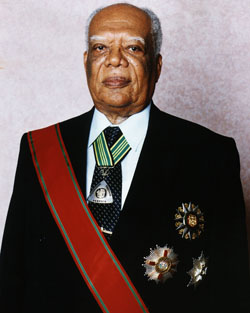
Howard Cooke, gouverneur général (1991-2006)
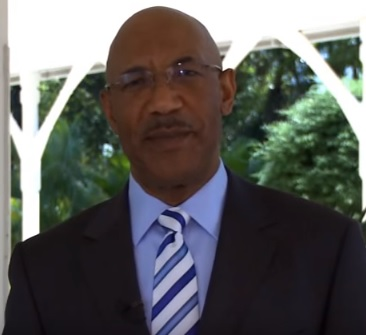
Patrick Allen, gouverneur général (depuis 2009)

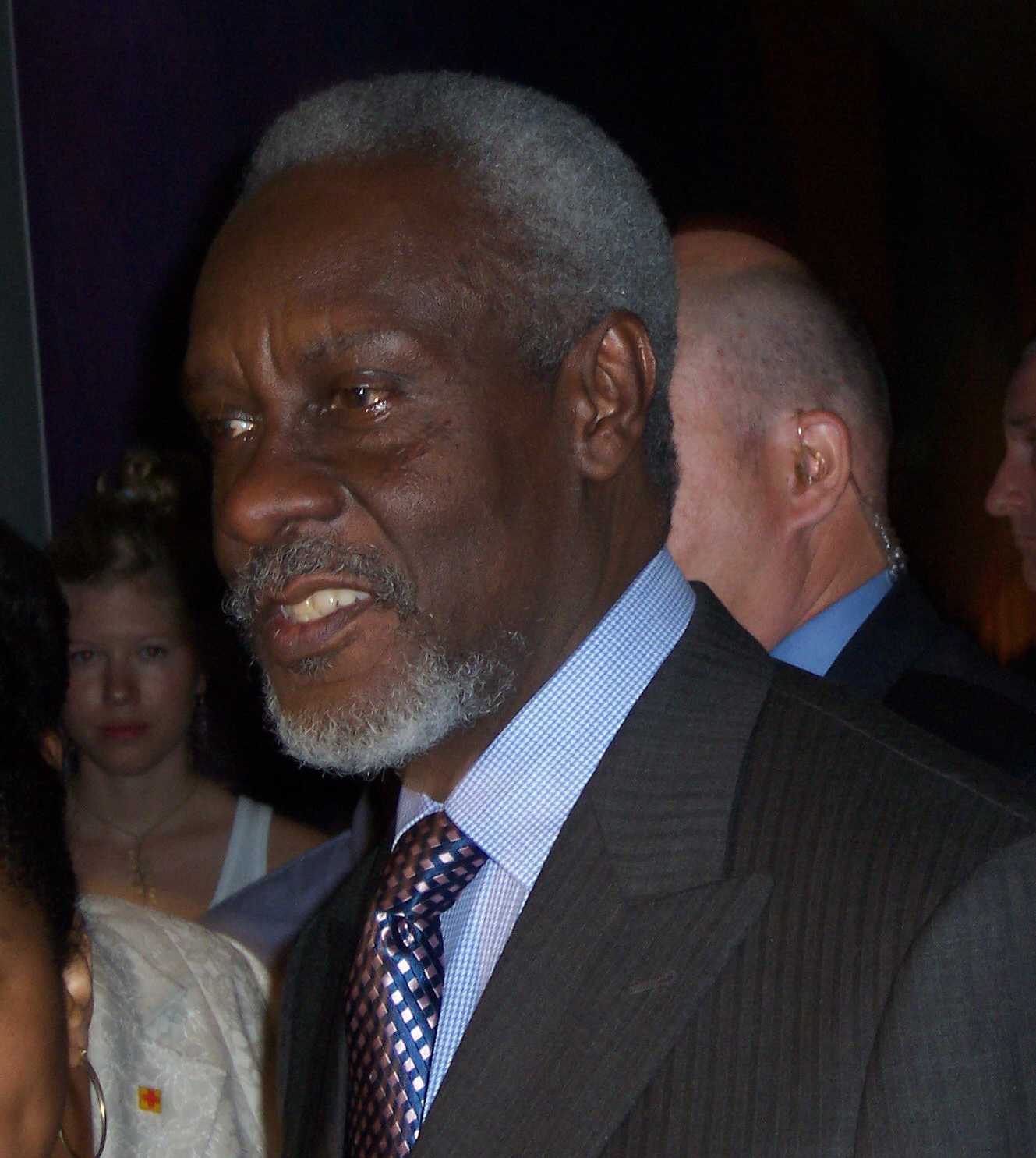
Percival James Patterson, Premier ministre (1992-2006)
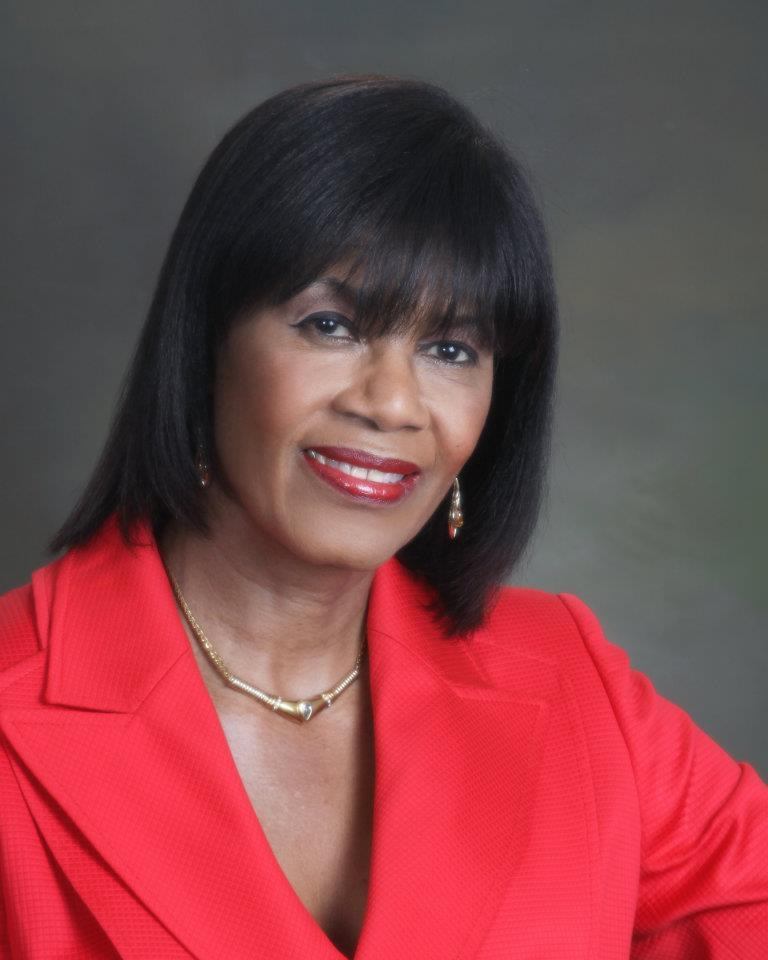
Portia Simpson-Miller, Première ministre (2006-2007 et 2012-2016)
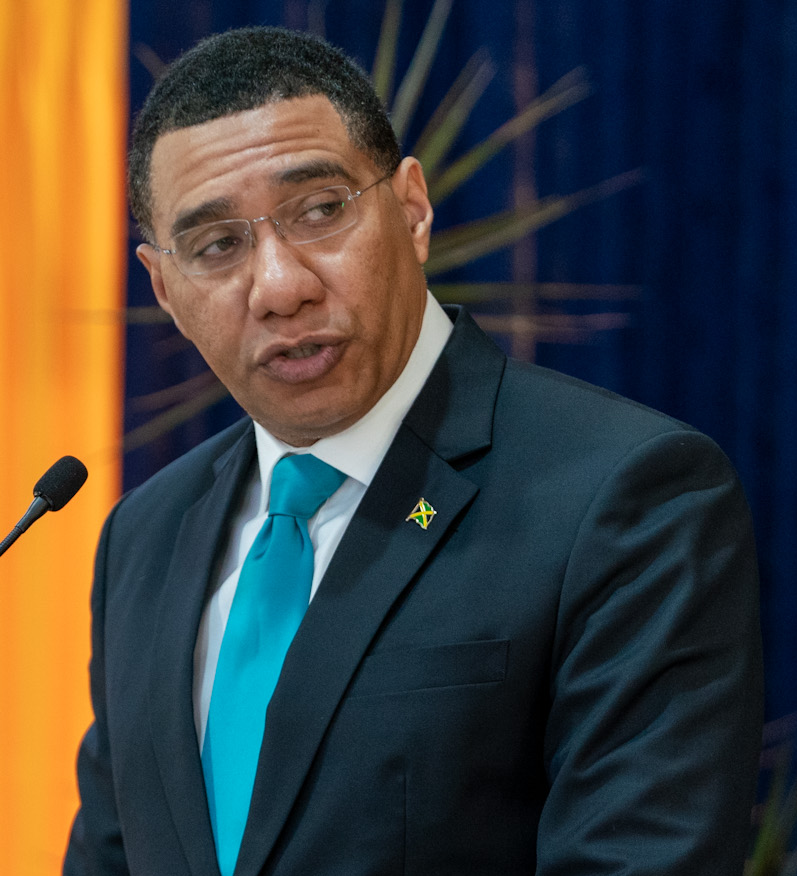
Andrew Holness, Premier ministre (2011-2012 et depuis 2016)

### Lectures complémentaires
- (en) James Michener, Caribbean, Londres, Secker & Warburg, 1989  (ISBN 0-436-27971-1) (Chap. XI. "Martial Law in Jamaica", p. 403-442).
- Jean-Pierre Moreau, Les Petites Antilles de Christophe Colomb à Richelieu, 1493-1635, Paris, Karthala, 1992.

#### Jamaïque
- Jamaïque précolombienne (en)
- Culture de la Jamaïque, liste de musées en Jamaïque (en), Littérature de la Jamaïque (en)
- Registre international Mémoire du monde (Jamaïque)
- Liste du patrimoine mondial en Jamaïque
- Liste du patrimoine culturel immatériel de l'humanité en Jamaïque
- Jamaica National Heritage Trust (en),
- Liste des sites du patrimoine national en Jamaïque (en)
- Jamaican Historical Society (en) (1943)
- Département des archives et des archives de la Jamaïque (en) (1955)
- Démographie de la Jamaïque, groupes ethniques en Jamaïque (en), dont Afro-Jamaïcains (en) (80..91 %)
- Marrons de Jamaïque
- Diaspora jamaïcaine (en)
- Économie de la Jamaïque (café, bauxite, tourisme, transferts), dollar jamaïcain (depuis 1969)

##### avec date(s)
- Colonie de Santiago (1510-1655), Sevilla la Nueva (Jamaica) (es)
- Invasion de la Jamaïque (1655), "Crown Colony of Jamaica and Dependencies" (1655-1962)
- Bataille de Mata Asnillos (1671)
- Révolution sucrière à la Jamaïque (1666-1712)
- Séisme de 1692 (en) (5 000 morts présumées)
- Gens de couleur libres en Jamaïque (en)
- Première guerre Marrons (en) (1728-1740)
- Révolte de Tacky (1760)
- Deuxième guerre Marrons (en) (1795-1796)
- Grande révolte des esclaves de 1831-1832, dite baptiste, Samuel Sharpe (1801-1832)
- Rébellion de Morant Bay (en) (1865)
- Mouvement rastafari (1930-présent), Marcus Garvey (1887-1940), persécution des Rastafari (en)
- Loi sur l'indépendance de la Jamaïque (1962) (en)
- Liste des hauts-commissaires du Royaume-Uni à la Jamaïque (1962-présent)
- Résolution 174 du Conseil de sécurité des Nations unies (1962), indépendance de la Jamaïque
- Reggae (fin des années 1960)
- Massacre de Green Bay (en) (1978), embuscade des forces ,de défense contre le Parti travailliste de Jamaïque

##### sans date
- Chronologie de Kingston (Jamaïque) (en)
- Histoire des Juifs à la Jamaïque (en), dont les familles Pallache et Lindo
- Barrett family
- Politique en Jamaïque, monarchie jamaïcaine, gouverneur général de la Jamaïque
  - Parlement de Jamaïque, premier ministre de la Jamaïque
- Personnalités jamaïcaines, liste de Jamaïcains (en)
- Index des articles en relation avec la Jamaïque (en)
- Liste de massacres à la Jamaïque (en), Liste des guerres de la Jamaïque